# Oregon
Pour les articles homonymes, voir Oregon (homonymie).
L'Oregon (/ɔ.ʁe.ɡɔ̃/ ; en anglais : /ˈɔɹɨɡən/ ) est un État du Nord-Ouest des États-Unis, situé sur la côte Pacifique entre les États de Washington au nord, de Californie au sud, du Nevada au sud-est, et de l'Idaho à l'est. Ses frontières au nord et à l'est suivent pour l'essentiel les cours du fleuve Columbia et de la rivière Snake. Le territoire  est intégralement traversé par la chaîne des Cascades qui forme une importante barrière climatique : l'ouest de l'État, de climat océanique, est recouvert par la forêt tempérée humide tandis que sa partie est, semi-aride, est occupée par le Haut désert de l'Oregon. Le parc national de Crater Lake se trouve dans le sud de l'État. La réserve indienne de Warm Springs s'étend sur 2 640,2 km2 dans le nord de l'État, sur le versant Est de la chaîne des Cascades.
Le territoire de l'Oregon était occupé par les peuples amérindiens Bannocks, Chinook, Klamaths et Nez-Percé. Il est atteint par l'expédition Lewis et Clark en 1805. À partir des années 1830, la piste de l'Oregon est empruntée par les pionniers dont le nombre dépasse rapidement celui des autochtones. Le traité de l'Oregon, signé le 15 juin 1846, fixe la frontière américano-canadienne et aboutit à la création du territoire de l'Oregon dont la partie sud-ouest qui forme l'Oregon actuel est admise le 14 février 1859 comme 33e État de l'Union.
Entre 1902 et 1908, les efforts de la Direct Legislation League font de l'Oregon un précurseur en matière de démocratie directe (référendum, initiative populaire, révocation populaire des élus,) par l'instauration de l'Oregon System, qui s'étendra par la suite à d'autres États. L'Oregon est un État traditionnellement démocrate. Il est surnommé « L’État du castor » et ses habitants sont appelés Orégonais et Orégonaises.
L'Oregon a pour capitale Salem tandis que la ville la plus peuplée est Portland. Cette dernière s'étend au nord de la vallée de la Willamette qui regroupe 70 % de la population orégonaise. L'ouest de Portland est occupé par le technopole de Silicon Forest qui accueille les principaux centres de recherche d'Intel, l'Oregon est également le berceau de Nike et de Columbia Sportswear Company.
En 2023, sa population s'élève à 4 233 358 habitants.

## Origine du nom
L'origine de son nom demeure inconnue, elle est sujette à de nombreuses controverses. Selon certains, le nom d'Oregon pourrait provenir de la déformation du mot français « ouragan ». On le surnomme The Beaver State, ce qui signifie « l’État du castor ». Le nom est parfois orthographié Orégon en français.

## Histoire
L'un des premiers faits marquants de l'histoire de l'Oregon a eu lieu le jour de Noël 1755 : les côtes auraient été submergées par une très violente tempête et c'est peut-être cette catastrophe qui inspira le nom du territoire.

### Histoire pré-coloniale
Les premiers habitants de l'Oregon furent les Amérindiens organisés en tribus : Bannocks, Chinook, Klamaths et Nez-Percés.

### Temps des explorateurs
James Cook longe la côte en 1778 à la recherche du fameux passage du Nord-Ouest entre l'océan Atlantique et l'océan Pacifique. En 1792, la région est explorée à la fois par le Britannique George Vancouver et l'Américain Robert Gray : c'est le début de la rivalité des deux pays pour l'Oregon.
Peu de temps après la vente de la Louisiane en 1803, le président américain Thomas Jefferson envoie Lewis et Clark explorer les nouveaux territoires. Le succès de l'expédition est dû en grande partie à la présence de l'Amérindienne Sacagawea, guide et interprète shoshone, et de son mari, Toussaint Charbonneau, trappeur canadien-français. L'expédition Lewis et Clark passe par les chutes de Celilo et par l'emplacement de Portland. Lewis put observer le Mont Hood. Les explorateurs passent l'hiver sur la rive sud de la Columbia et construisent le Fort Clatsop près de l'embouchure de la Columbia. En 1811, le financier new-yorkais John Jacob Astor y établit Fort Astoria, le premier campement blanc de la région. Son intention était de fonder un réseau de postes de traite des fourrures qui ferait concurrence aux trappeurs anglo-français de la Compagnie de la Baie d'Hudson. Il faut également compter avec la présence des comptoirs russes. Quelques années plus tard, Jean Baptiste McLoughlin construit Fort Vancouver en 1825.

### Traité de 1824 et présence russe
En 1804, le baron russe Alexandre Baranov dirige la Compagnie russe d'Amérique mais ne colonise pas entièrement l'Alaska. De 1812 à 1841, les Russes contrôlent Fort Ross, en Californie, et Fort Elizabeth, dans le royaume d'Hawaï mais leur monopole sur le commerce des fourrures décline et le baron Alexandre Baranov décède en 1819. Un traité russo-américain est ratifié le 11 janvier 1825 et donne aux Russes la Côte pacifique américaine, mais les Britanniques sont aussi dans la région. Les Russes sont alors peu à peu marginalisés: en 1839 ils doivent accepter un accord avec la Compagnie de la Baie d'Hudson, qui gère le Fort Stikine sur la côte pacifique américaine.

### Colonisation
Dans les années 1830, des missionnaires venus de la côte est des États-Unis ainsi que des Jésuites français tentent d'évangéliser les Amérindiens. Ainsi, Marcus Whitman s'installe chez les Cayuses qui finissent par le tuer en 1847. François-Norbert Blanchet (1795 - 1883) était un missionnaire et un prélat catholique. Premier archevêque d'Oregon City en 1846, il fut l'un des premiers à évangéliser l'Ouest américain et canadien. Le secteur fut divisé en trois par les autorités de Rome. Son frère Augustin-Magloire Blanchet fut à son tour nommé premier évêque de Walla Walla, dans l'État de Washington en 1846, alors que le père Modeste Demers était nommé évêque de l'île de Vancouver.
En 1842-1846, l'ouverture de la piste de l'Oregon puis le traité avec le Royaume-Uni (traité de l'Oregon) provoqua l'afflux massif de nouveaux colons. Ce traité règle le contentieux qui opposait les deux pays sur le tracé de la frontière des territoires du nord-ouest. La limite est fixée au 49e parallèle nord. Le territoire de l'Oregon est officiellement organisé en 1848 et reconnu par le Royaume-Uni. L'Oregon est érigé en État le 14 février 1859.
L'arrivée du chemin de fer dans les années 1880 a contribué à développer l'exportation du bois et du blé. Le barrage de Bonneville, construit en 1943 sur la Columbia, renforça l'industrialisation de l'État.
La création de l'État de l'Oregon répond à une « utopie raciste » : la première constitution de l'État, en 1857, interdit ainsi explicitement aux Noirs de vivre, travailler, ou s'installer en Oregon : « No free negro, or mulatto, not residing in this State at the time of the adoption of this Constitution, shall come, reside, or be within this State, or hold any real estate, or make any contracts, or maintain any suit therein [...] » (art. 1, section 35). Ces interdictions ne sont levées qu'en 1926.

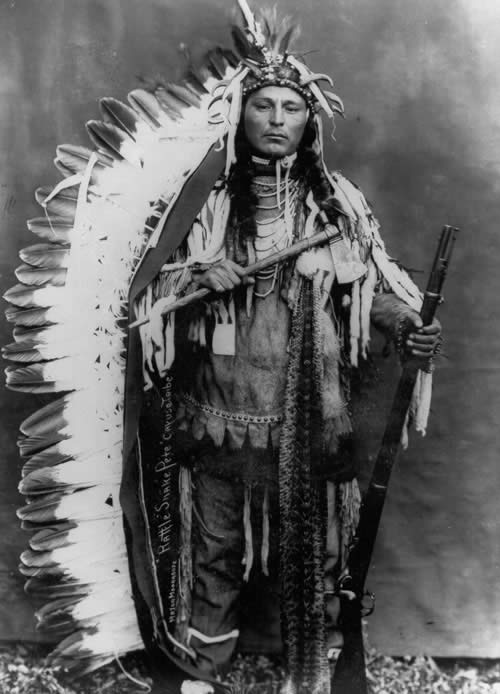
Rattlesnake Pete, Réserve indienne d'Umatilla.
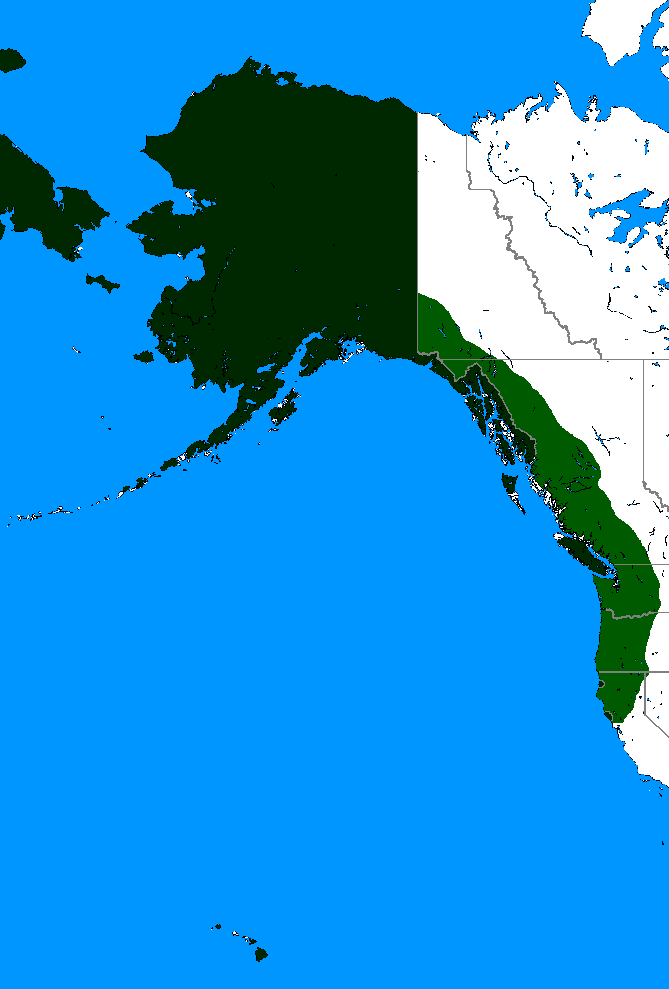
Les territoires de chasses revendiqués par les Russes sur le continent américain au XIXe siècle.
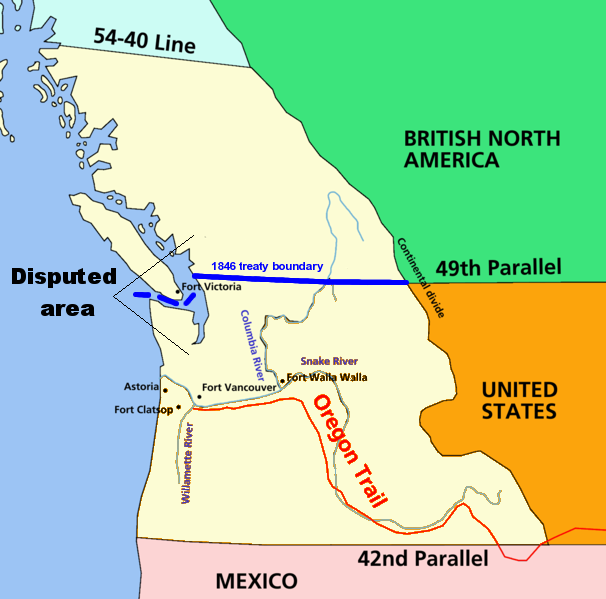
Le différend américano-britannique sur la région de l'Oregon.
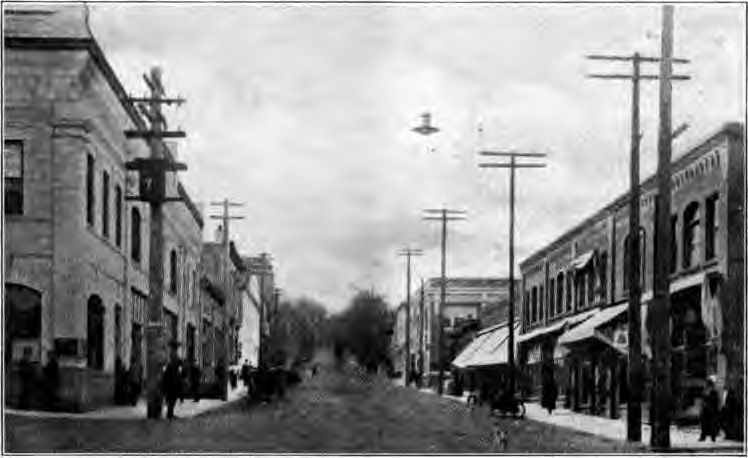
Rue principale d'Hood River dans les années 1920.

## Géographie

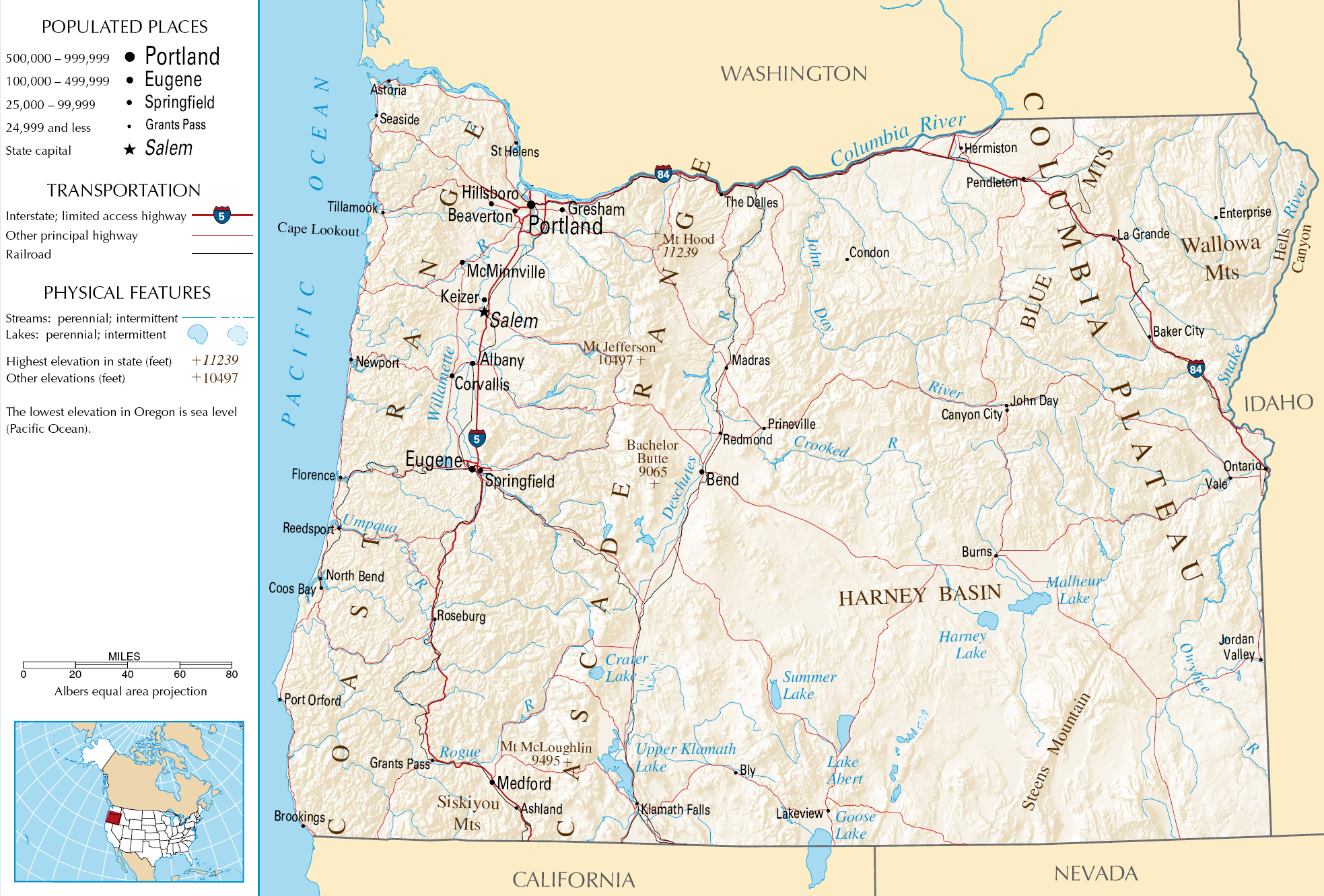
Carte géophysique de l'Oregon.

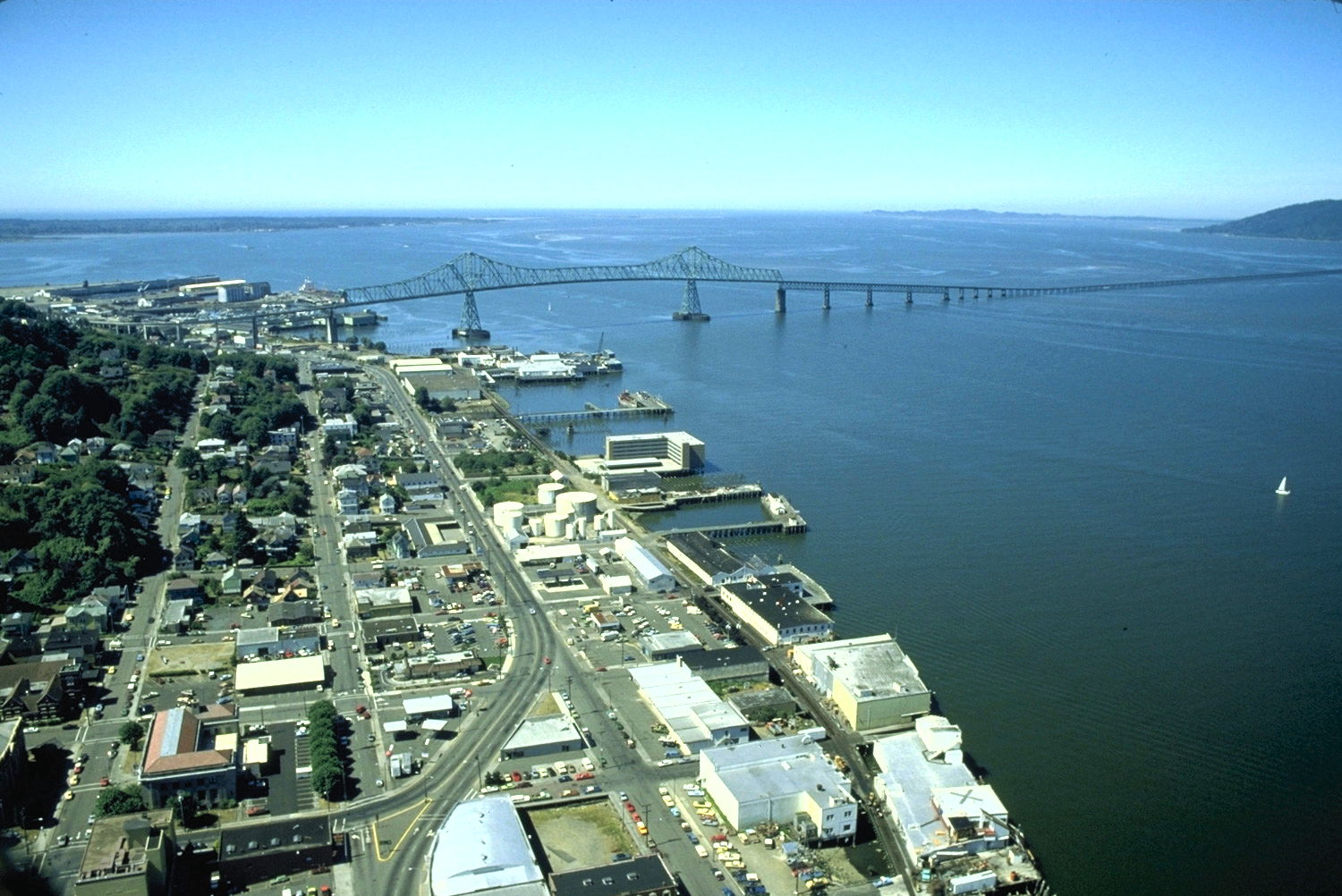
Embouchure de la Columbia au voisinage d'Astoria.

### Généralités
L'Oregon mesure 475 kilomètres dans sa plus grande largeur entre le nord et le sud et 676 km dans sa plus grande longueur entre l'ouest et l'est. Il s'étend entre 42° et 46°15' de latitude nord, ce qui correspond approximativement aux latitudes des villes de Sofia, Zurich, Venise, Zagreb et de Montréal et entre 116°45' et 124°30' de longitude ouest. Avec une surface terrestre de 248 631 km2, soit près de celle du Royaume-Uni, il se classe au dixième rang des États américains les plus vastes. L’État de l'Oregon possède à l'ouest une façade maritime qui donne sur l'océan Pacifique. Il possède des frontières naturelles au nord et à l'est, les cours du fleuve Columbia et de la rivière Snake.

### Relief

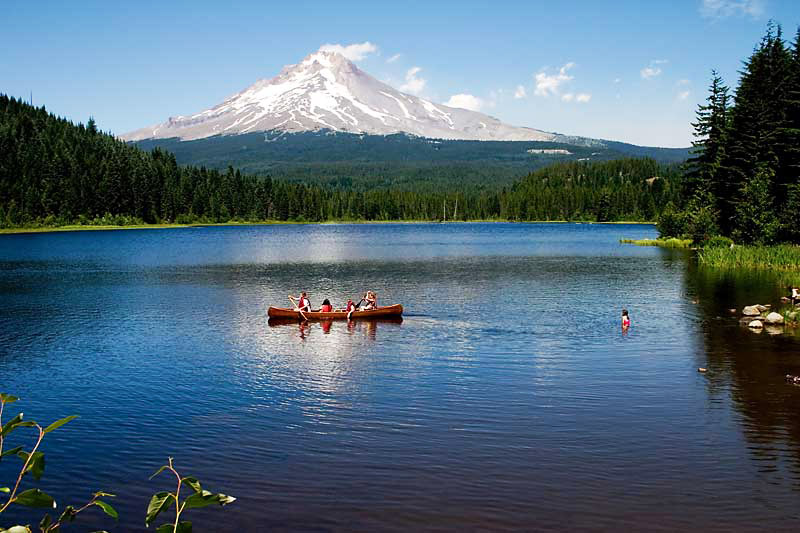
Mont Hood, avec le lac Trillium au premier plan.

L’État de l'Oregon a une altitude moyenne de 1 004 mètres. Il présente un relief complexe. Cependant plusieurs grands ensembles peuvent être mis en évidence. Une chaîne côtière pas très haute s'élève directement au-dessus de l'océan Pacifique, ne laissant place qu'à de rares plaines sur la côte. Cette chaîne côtière assez étroite au nord s'élargit au sud et peut être divisée en deux sections: au nord la chaîne côtière de l'Oregon dont le point culminant est le Marys Peak (1 250 m) et au sud les Klamath Mountains et les Siskiyou Mountains dont le point culminant est le Mont Ashland (2 296 m). Une deuxième chaîne de montagnes beaucoup plus haute, la chaîne des Cascades, est parallèle à cette chaîne côtière mais située plus en retrait à l'intérieur des terres à une distance comprise entre 100 et 200 km du littoral. Elle culmine au Mont Hood (3 426 m dans le nord de l'Oregon). Une profonde dépression appelée la vallée de la Willamette, du nom du principal cours d'eau qui la traverse, sépare la chaine côtière de l'Oregon de la chaîne des Cascades. Au sud il n'existe pas par contre de séparation nette entre ces deux chaînes. Plus à l'est au-delà de la chaîne des Cascades s'étend l'outback, une vaste région plus ou moins désertique occupant les deux tiers de l'Oregon faite de hauts plateaux dont l'altitude dépasse le plus souvent les 1 000 mètres et de montagnes. Le tiers nord se rattache au plateau du Columbia, qu'entaille le fleuve du même nom. Les deux tiers sud se rattachent au Grand Bassin. Il s'agit d'une région en grande partie mal drainée faite de cuvettes, la plus importante étant celle du bassin de Harney. Des lacs salés sans émissaire appelés localement playas occupent le fond de ces dépressions.

### Plus hauts sommets

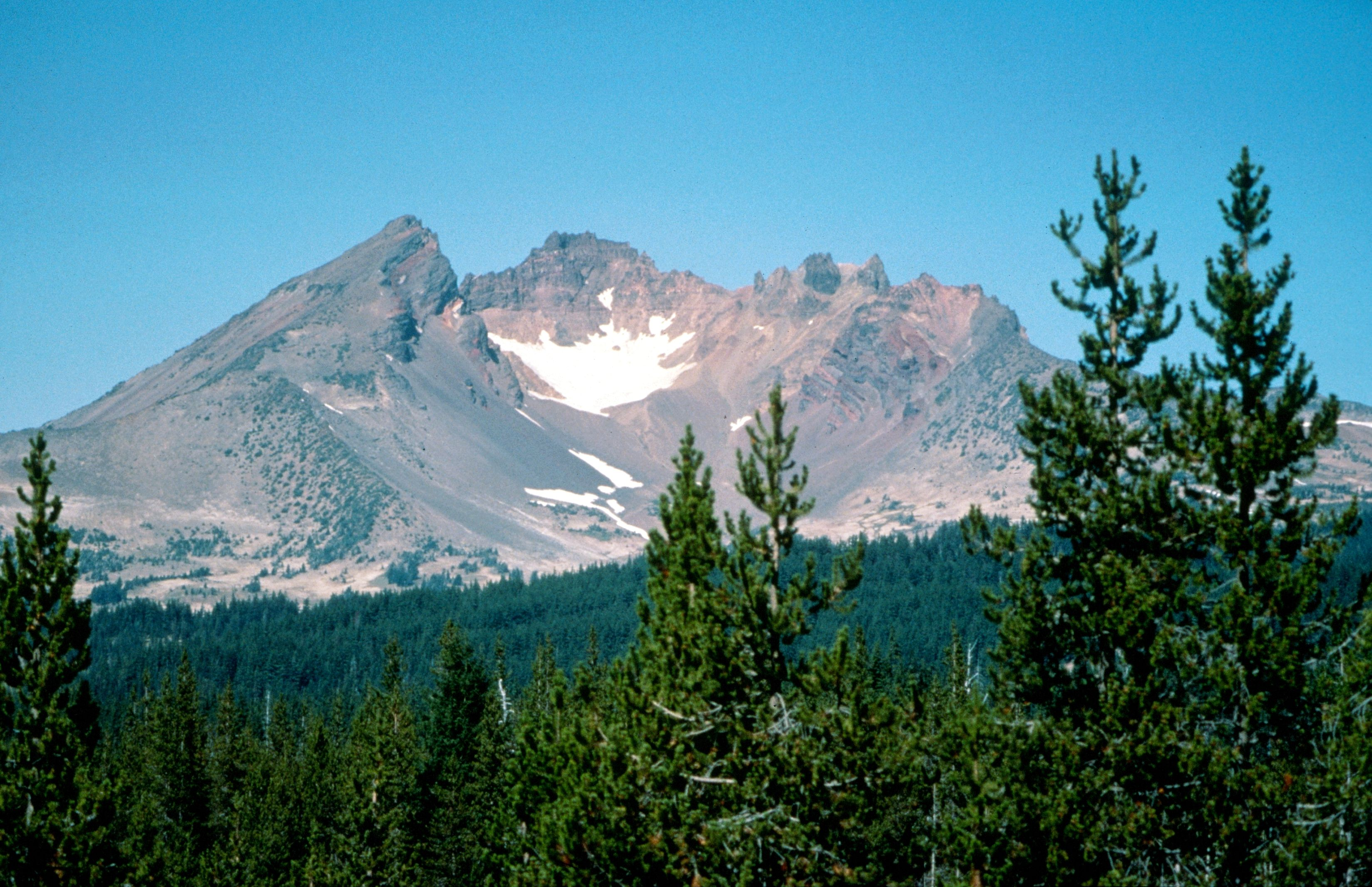
Broken Top.

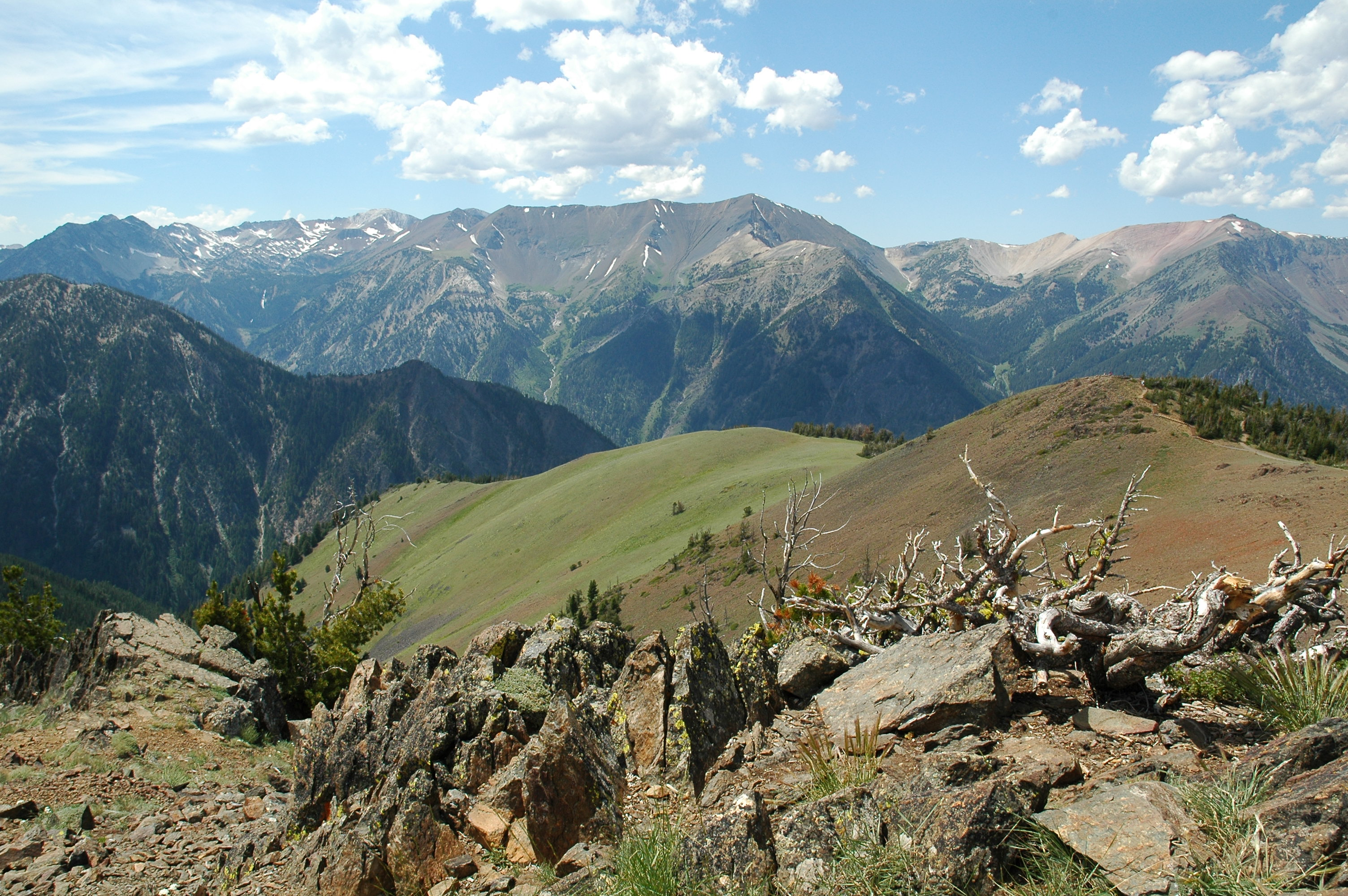
Les montagnes Wallowa, à l'extrême nord-est de l'Oregon.

Le tableau ci-dessous liste les 12 plus hauts sommets de l'Oregon dont la hauteur de culminance dépasse 2 600 mètres. Huit d'entre eux appartiennent à la chaîne des Cascades et sont des volcans. Les quatre autres appartiennent à des chaînes de montagnes de l'arrière-pays.
| Nom du sommet          | Altitude (m) | Coordonnées du sommet | Type de sommet  | Chaîne de montagnes |
| ---------------------- | ------------ | --------------------- | --------------- | ------------------- |
| Mont Hood              | 3 426        | 45° 22′ N, 121° 41′ O | stratovolcan    | Chaîne des Cascades |
| Mont Jefferson         | 3 199        | 44° 40′ N, 121° 47′ O | stratovolcan    | Chaîne des Cascades |
| South Sister           | 3 159        | 44° 06′ N, 121° 46′ O | stratovolcan    | Chaîne des Cascades |
| North Sister           | 3 074        | 44° 10′ N, 121° 46′ O | stratovolcan    | Chaîne des Cascades |
| Pic Sacajawea          | 2 999        | 45° 15′ N, 117° 18′ O | mont            | Monts Wallowa       |
| Steens Mountain        | 2 967        | 42° 38′ N, 118° 35′ O | mont            | Montagnes Steens    |
| Aneroid Mountains (en) | 2 957        | 45° 12′ N, 117° 11′ O | mont            | Monts Wallowa       |
| Mont McLoughlin        | 2 894        | 42° 26′ N, 122° 18′ O | stratovolcan    | Chaîne des Cascades |
| Mont Thielsen          | 2 799        | 43° 09′ N, 122° 03′ O | volcan bouclier | Chaîne des Cascades |
| Broken Top             | 2 797        | 44° 01′ N, 121° 41′ O | stratovolcan    | Chaîne des Cascades |
| Rock Creek Mountain    | 2 775        | 44° 49′ N, 118° 06′ O | mont            | Montagnes Bleues    |
| Mont Bachelor          | 2 764        | 43° 58′ N, 121° 47′ O | stratovolcan    | Chaîne des Cascades |

### Géologie

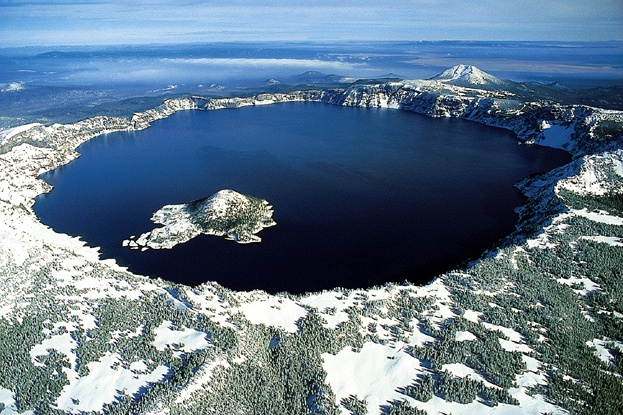
Vue aérienne de Crater Lake.

La chaîne des Cascades est couronnée de nombreux volcans. Ainsi le mont Hood, le plus haut sommet de l'Oregon, est en fait un stratovolcan et le Crater Lake est un lac de caldeira vieux de 7 700 ans né de l'effondrement du volcan Mazama. Cette activité volcanique est due à l'enfoncement de la plaque tectonique Juan de Fuca, une micro-plaque océanique, sous la plaque nord américaine. Cette plaque Juan de Fuca est en fait un vestige de l'ancienne plaque Farallon et elle est inexorablement condamnée à disparaître. L'Oregon est aussi sujet à des séismes. Ils impliquent cette même plaque Juan de Fuca. Le dernier séisme majeur s'est produit dans la région le 26 janvier 1700 et sa magnitude a été estimé entre 8,7 et 9,2. Il a provoqué un tsunami qui a frappé les côtes japonaises de l'autre côté du Pacifique.
Les sols de la Vallée de la Willamette doivent leur fertilité à des inondations répétées. En effet, le fleuve Columbia, qui longe la frontière septentrionale de l'Oregon sur une grande longueur, inonda à plusieurs reprises entre il y a 15 000 et 13 000 ans cette vallée, à la suite de la rupture de barrages de glace sur la rivière Clark Fork.
Le plateau de la Columbia est un vaste plateau constitué d'épais dépôts de roches basaltiques auquel les géologues donnent le nom de trapp. Ces dépôts résultent de vastes épanchements de lave datant de la fin du Miocène et du début du Pliocène.
La région du Grand Bassin est une des régions du globe où la croûte terrestre est la plus fine malgré l'altitude élevée des plateaux et des montagnes qui la composent. Elle résulte d'une extension locale de la croûte de la plaque nord-américaine mais celle-ci demeure à l'heure actuelle mal expliquée.

### Climat

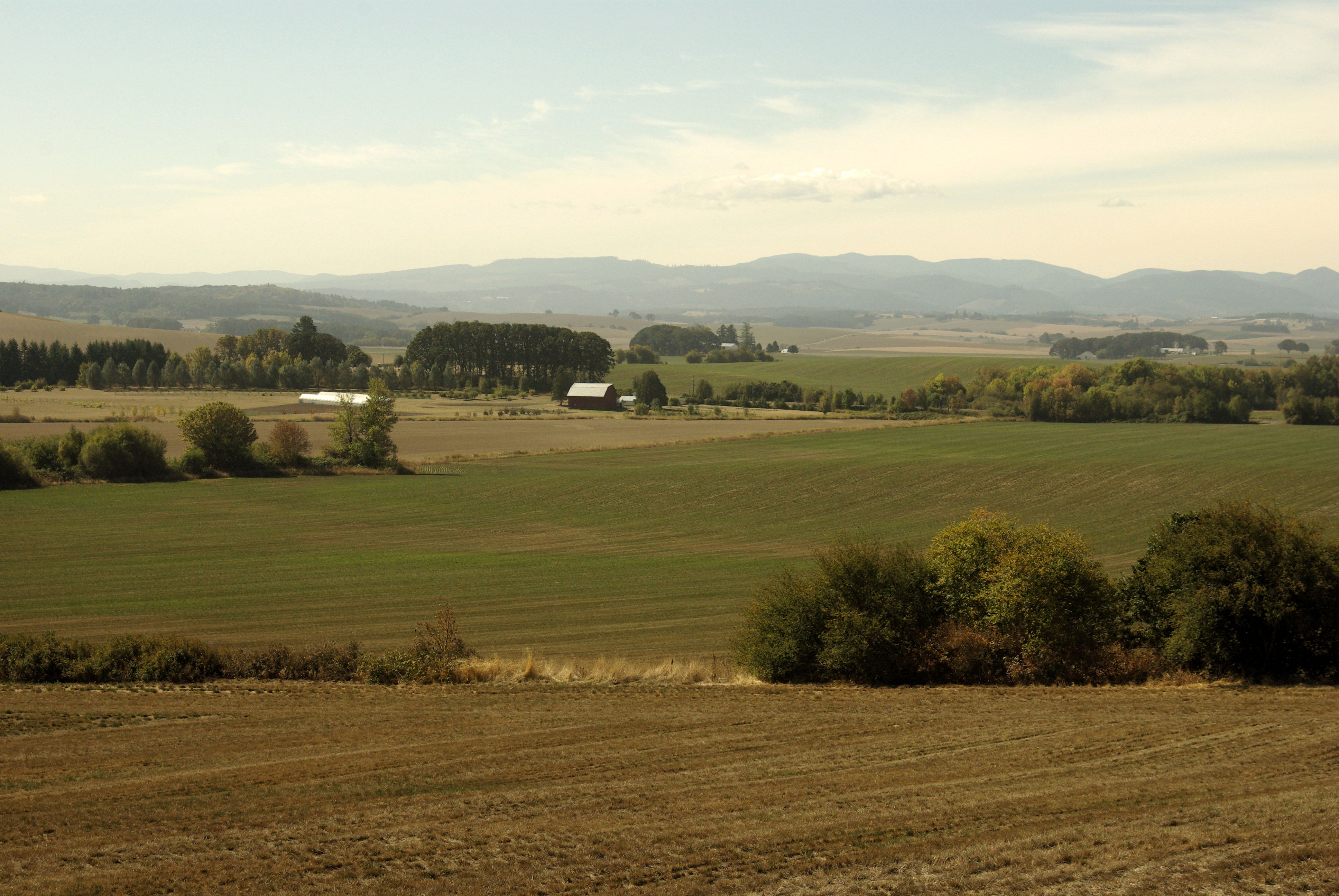
Paysage de campagne dans la vallée de la Willamette, comté de Polk.

Le climat de l'Oregon présente d'importantes variations d'une région à une autre en raison de son relief compartimenté et de son extension en latitude. Ainsi sur son territoire se côtoient les types de climats suivants : océanique, méditerranéen, désertique et alpin.
Les régions qui bordent le Pacifique sont soumises directement à l'influence maritime de l'océan et connaissent un climat de type océanique, à la fois doux et humide, voire méditerranéen, avec des étés plus chauds et plus secs, pour les régions un peu plus à l'intérieur des terres voisines de la Californie. En hiver, la côte est régulièrement battue par des tempêtes qui laissent des quantités importantes de pluie et donnent souvent de très forts vents. Un exemple extrême de ce phénomène est la Tempête du Columbus Day de 1962. Par contre les hauts plateaux, à l'est, échappent totalement à cette influence maritime car la chaîne des Cascades fait obstacle aux masses d'air humides et aux perturbations en provenance du Pacifique. Ces régions ont un climat à la fois continental et semi-aride.
Les premières pentes de la chaîne côtière sont les plus arrosées et reçoivent des précipitations abondantes comprises entre 1 500 et 3 000 mm par an. Celles-ci ont lieu surtout en hiver et prennent la forme de chutes de neige en altitude. Dans la Vallée de la Willamette où se concentre la majeure partie de la population de l'État les précipitations annuelles avoisinent les 1 000 mm. Par contre les plateaux orientaux ne reçoivent que de 200 à 400 mm de précipitations annuellement. Ainsi Valsetz (altitude : 350 m), située dans la chaîne côtière de l'Oregon, est la localité la plus arrosée de l'état avec une pluviométrie annuelle de 3 243 mm, tandis que Whitehorse Ranch (altitude : 1 335 m) située dans le désert du Grand Bassin, est la moins arrosée de l'État, avec seulement 204 mm.
Ci-dessous les relevés météorologiques respectifs des villes de Astoria, Grants Pass et Klamath Falls illustrent parfaitement cette diversité des climats.
| Mois                              | jan. | fév. | mars | avril | mai  | juin | jui. | août | sep. | oct. | nov. | déc. | année |
| --------------------------------- | ---- | ---- | ---- | ----- | ---- | ---- | ---- | ---- | ---- | ---- | ---- | ---- | ----- |
| Température minimale moyenne (°C) | 2,2  | 2,9  | 3,4  | 4,6   | 7,1  | 9,7  | 11,3 | 11,4 | 9,4  | 6,7  | 4,6  | 2,6  | 6,3   |
| Température maximale moyenne (°C) | 8,8  | 10,6 | 11,8 | 13,5  | 15,6 | 17,8 | 19,7 | 20,4 | 19,9 | 19,2 | 11,9 | 9    | 14,6  |
| Précipitations (mm)               | 254  | 193  | 180  | 117   | 77   | 61   | 29   | 34   | 74   | 145  | 255  | 268  | 1 687 |

| Mois                              | jan. | fév. | mars | avril | mai  | juin | jui. | août | sep. | oct. | nov. | déc. | année |
| --------------------------------- | ---- | ---- | ---- | ----- | ---- | ---- | ---- | ---- | ---- | ---- | ---- | ---- | ----- |
| Température minimale moyenne (°C) | 0,4  | 1,3  | 2,2  | 3,6   | 6,4  | 9,8  | 11,7 | 11,5 | 8,2  | 5,1  | 3,3  | 0,9  | 5,4   |
| Température maximale moyenne (°C) | 8,7  | 12,7 | 15,8 | 19,4  | 23,7 | 28,3 | 32,3 | 32,1 | 28,4 | 21,3 | 12,1 | 7,9  | 20,2  |
| Précipitations (mm)               | 131  | 97   | 89   | 46    | 29   | 13   | 6    | 12   | 23   | 61   | 135  | 144  | 788   |

| Mois                              | jan. | fév. | mars | avril | mai  | juin | jui. | août | sep. | oct. | nov. | déc. | année |
| --------------------------------- | ---- | ---- | ---- | ----- | ---- | ---- | ---- | ---- | ---- | ---- | ---- | ---- | ----- |
| Température minimale moyenne (°C) | −6,5 | −4   | −2,4 | −0,6  | 3,4  | 7,6  | 10,4 | 9,8  | 5,9  | 1,3  | −2,6 | −5,8 | 1,4   |
| Température maximale moyenne (°C) | 3,8  | 7,2  | 10,2 | 14,4  | 19,5 | 24,6 | 29,2 | 28,6 | 24,2 | 17,7 | 8,4  | 3,9  | 16    |
| Précipitations (mm)               | 46   | 32   | 34   | 19    | 22   | 17   | 9    | 16   | 14   | 27   | 50   | 57   | 343   |

### Paysages et végétation

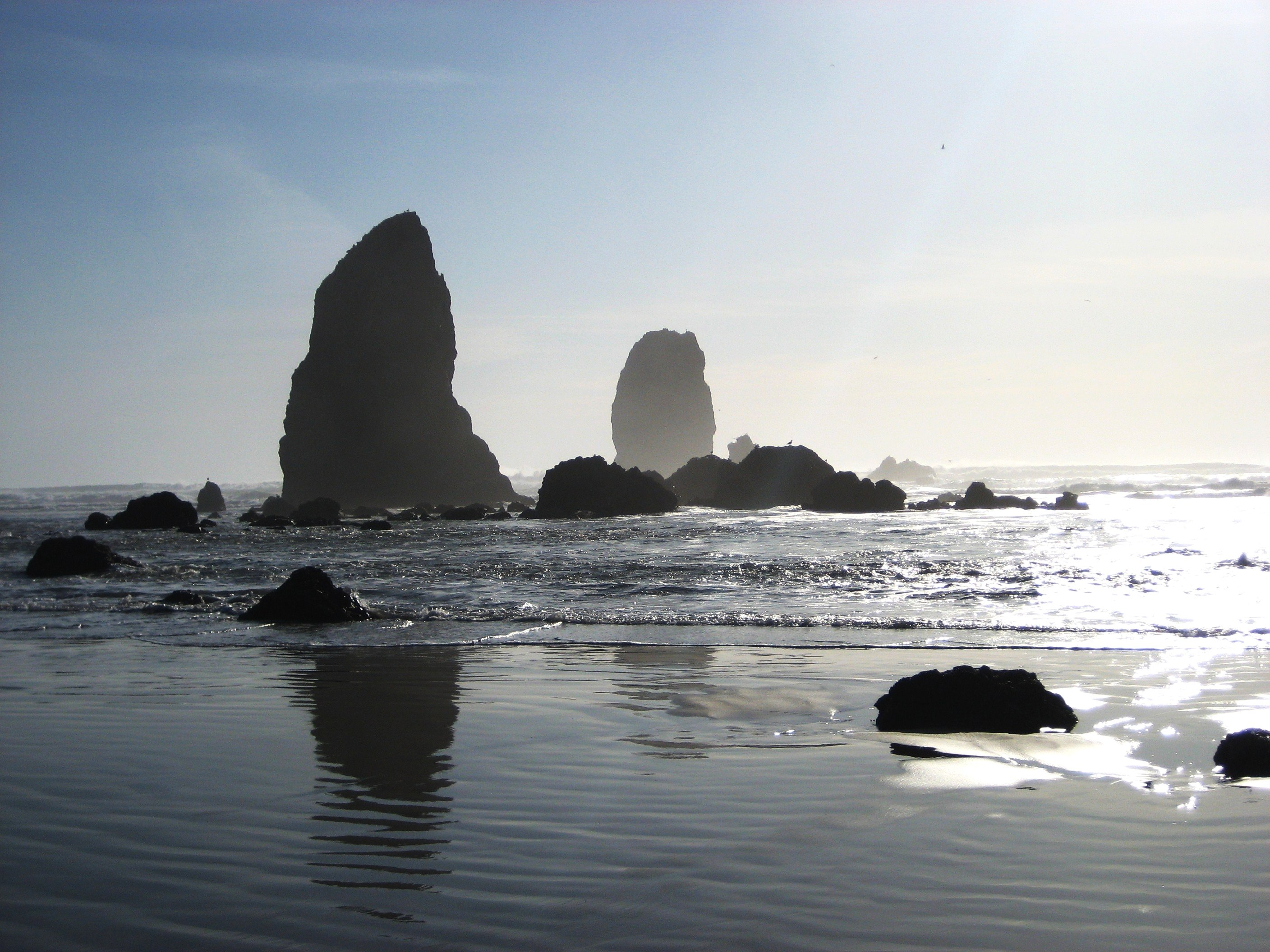
La côte pacifique de l'Oregon.

En se rendant de la côte Pacifique aux plateaux du Grand Bassin, l'on passe d'une végétation de type forêt tempérée à une végétation adaptée au désert. L'ouest de l'Oregon est aussi réputé que le nord de la Californie pour ses espaces boisés de séquoias, même s'il n'abrite pas le parc national de Redwood.

### Principaux lacs
L'Oregon compte de nombreux lacs. La région appartenant au Grand Bassin concentre notamment un grand nombre de lacs endoréiques.

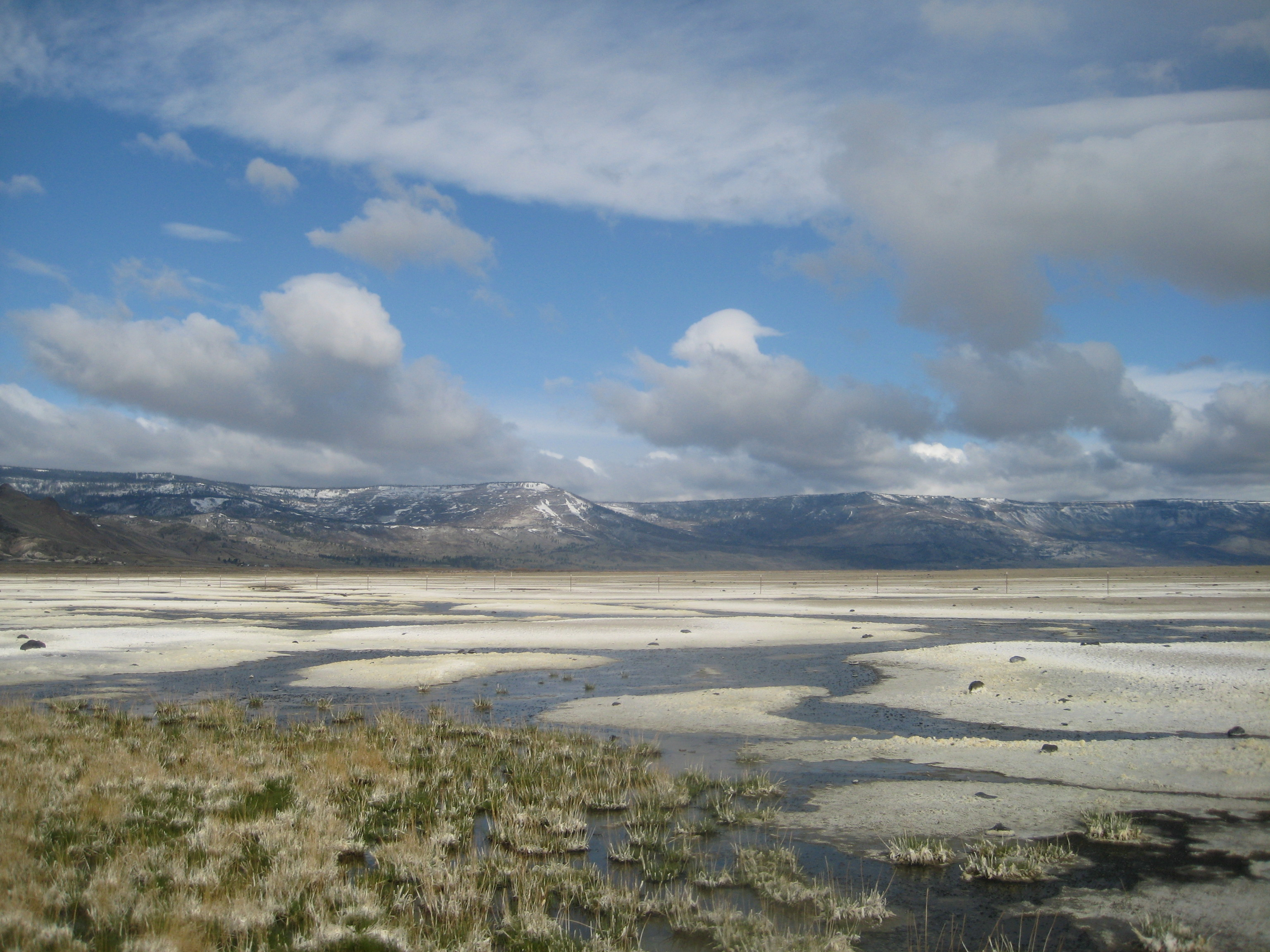
Le lac Summer.

- le Crater Lake est un lac de caldeira situé dans les Cascades. Il appartient au Parc National portant son nom.
- le lac Klamath supérieur est un lac d'eau douce de la chaine des Cascades situé à 1 262 m d'altitude.
- le lac Malheur et le lac Harney sont deux lacs endoréiques qui occupent le fond d'une cuvette appelée le bassin de Harney. Ils ont la particularité de se joindre lorsqu'ils sont entièrement remplis.
- le lac Summer est un lac endoréique situé à 1 258 m d'altitude dans le Grand Bassin.
- le lac Abert est un lac endoréique situé à 1 291 m d'altitude dans le Grand Bassin.
- le lac Goose est un lac endoréique frontalier de la Californie et de l'Oregon.

Un certain nombre de lacs sont proches de l'Océan Pacifique et sont situés à une très faible altitude : le lac Tahkenitch, par exemple, est à 6 mètres d'altitude.

### Principaux cours d'eau

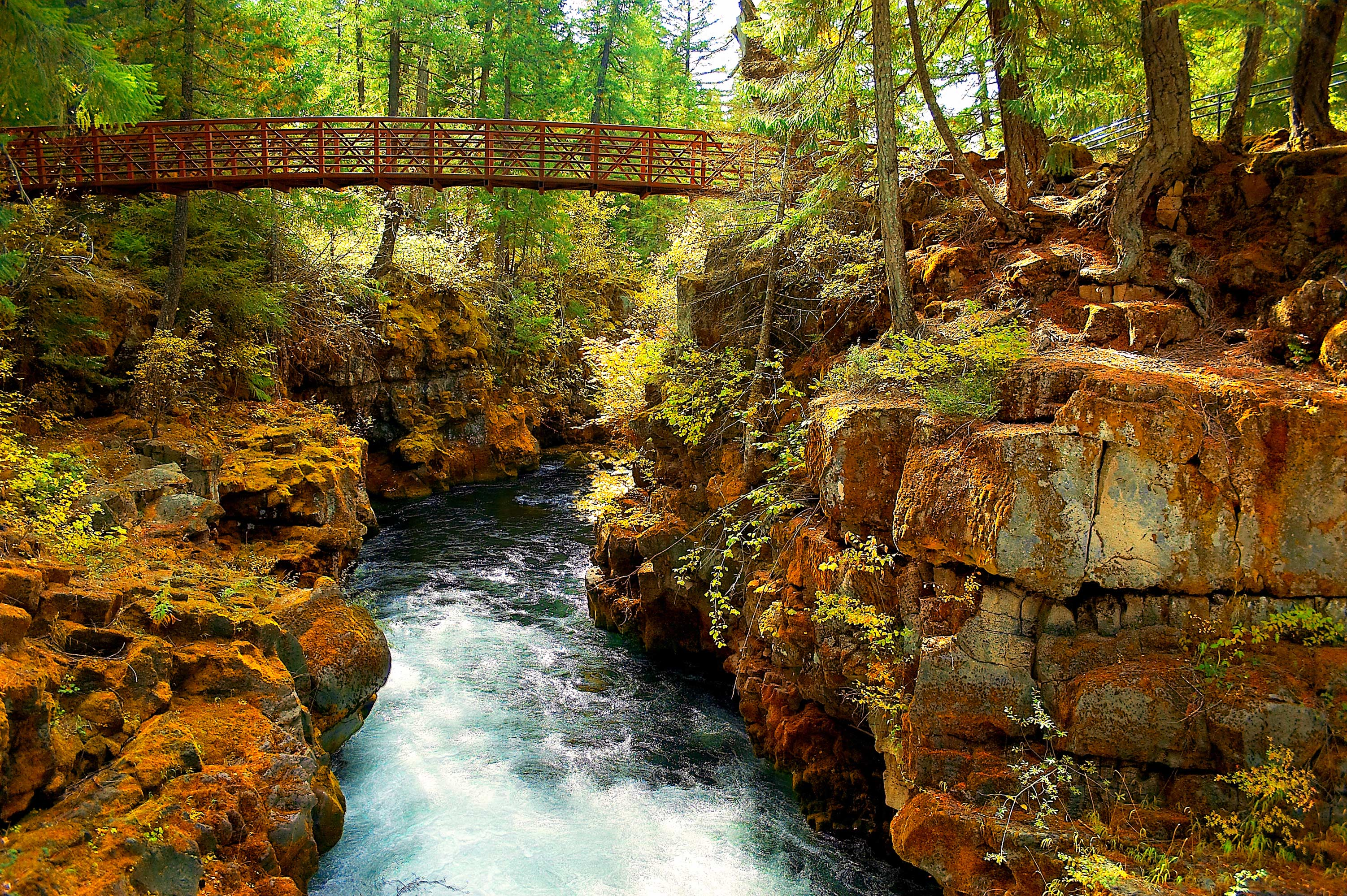
Le fleuve Rogue.

- le fleuve Columbia, un des plus grands fleuves d'Amérique du Nord, constitue une bonne partie de la frontière nord de l'Oregon. Ce fleuve sert de voie de commerce majeure pour le nord de l'État. Il est le seul cours d'eau à franchir la barrière de la chaîne des Cascades.

Parmi les nombreux affluents du fleuve Columbia citons :
- la rivière Willamette, la rivière qui a eu le plus d'importance dans le développement de l'Oregon. C'est dans la vallée de la Willamette que se concentre l'essentiel de la population de l'Oregon. La rivière a toujours servi de point d'accès aux colons californiens venant s'installer dans l'État et forme aujourd'hui avec l'interstate 5 qui longe le cours d'eau une voie de transport importante de l'État.
- la rivière Deschutes qui s'écoule du nord au sud à l'est de la chaîne des Cascades et qui sert aussi de voie de communication pour le centre de l'État.
- la rivière John Day, une rivière du nord-est de l'Oregon.
- la rivière Snake, est le plus gros affluent du fleuve Columbia. Il coule dans le Hells canyon, un canyon plus profond que le grand canyon du Colorado, entre l'Oregon et l'Idaho.

Parmi les fleuves côtiers citons :
- le fleuve Rogue est un fleuve du sud de l'Oregon qui traverse la chaîne côtière.
- le fleuve Klamath est un fleuve qui prend sa source dans le centre-sud de l'Oregon et qui se dirige ensuite vers la Californie.

### Aires protégées

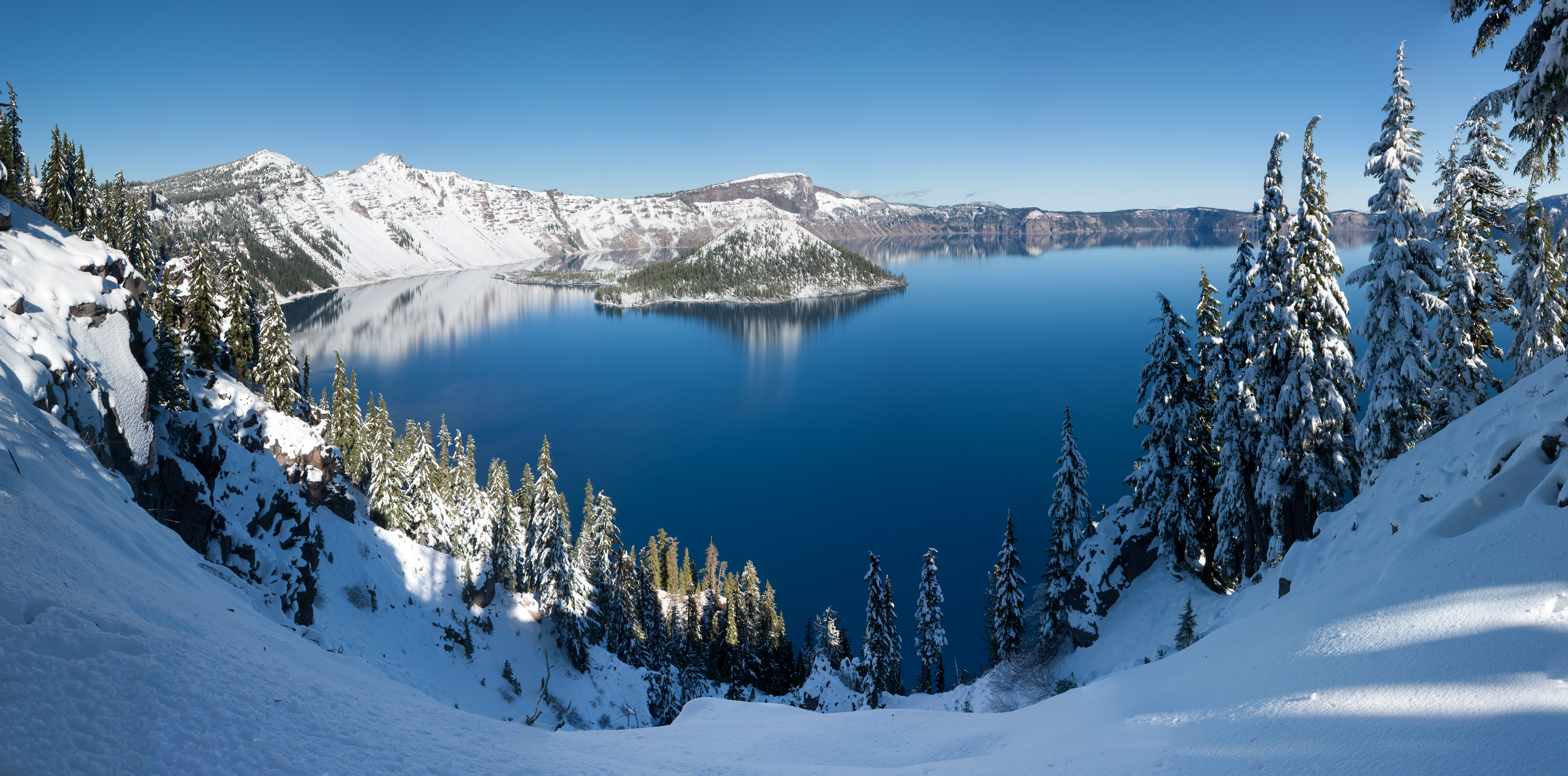
Le parc national de Crater Lake.

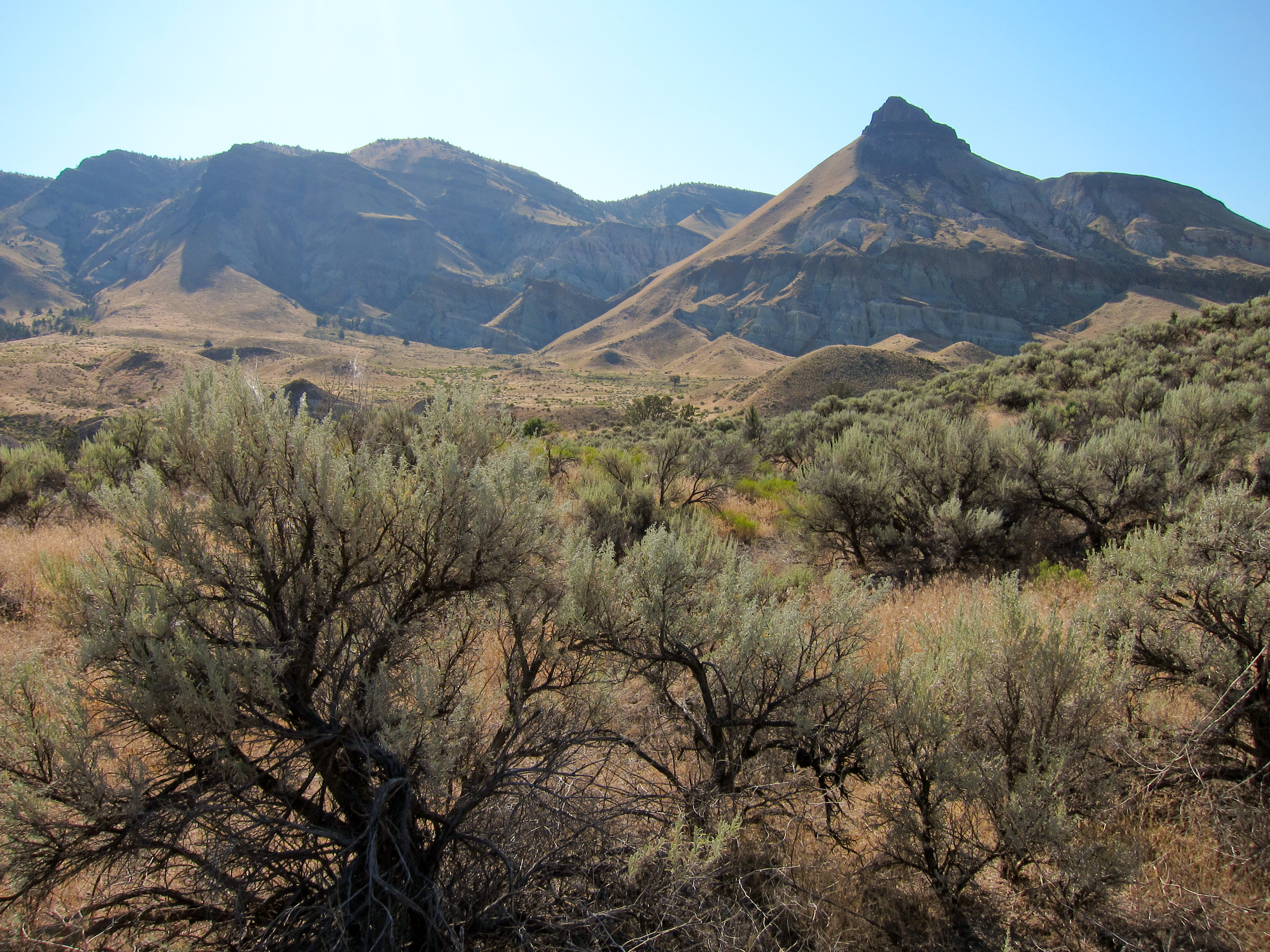
Le monument national de John Day Fossil Beds.

On retrouve 10 aires protégées gérées par le National Park Service dans l'État :
- Piste de la Californie
- Parc national de Crater Lake
- Fort Vancouver National Historic Site
- Ice Age Floods
- John Day Fossil Beds National Monument
- Lewis and Clark National Historic Trail
- Lewis and Clark National and State Historical Parks
- Parc historique national des Nez-Percés
- Piste de l'Oregon
- Monument national des cavernes de l'Oregon.

Parc d'État de Ecola State Park dans l'Oregon. Octobre 2019.

## Subdivisions administratives

### Comtés
L'État de l'Oregon est divisé en 36 comtés.

### Agglomérations

#### Aires métropolitaines et micropolitaines
Le Bureau de la gestion et du budget a défini huit aires métropolitaines et douze aires micropolitaines dans l'État de l'Oregon.
| Zone urbaine                        | Population (2010)     | Population (2013)     | Variation (2010-2013) | Rang national (2013) |
| ----------------------------------- | --------------------- | --------------------- | --------------------- | -------------------- |
| Portland-Vancouver-Hillsboro, OR-WA | 1 789 580 (2 226 009) | 1 859 463 (2 314 554) | 3,9 % (4,0 %)         | (24)                 |
| Salem, OR                           | 390 738               | 400 408               | 2,5 %                 | 133                  |
| Eugene, OR                          | 351 715               | 356 212               | 1,3 %                 | 146                  |
| Medford, OR                         | 203 206               | 208 545               | 2,6 %                 | 209                  |
| Bend-Redmond, OR                    | 157 733               | 165 954               | 5,2 %                 | 245                  |
| Albany, OR                          | 116 672               | 118 765               | 1,8 %                 | 323                  |
| Corvallis, OR                       | 85 579                | 86 591                | 1,2 %                 | 367                  |
| Grants Pass, OR                     | 82 713                | 83 306                | 0,7 %                 | 371                  |

| Zone urbaine            | Population (2010) | Population (2013) | Variation (2010-2013) | Rang national (2013) |
| ----------------------- | ----------------- | ----------------- | --------------------- | -------------------- |
| Roseburg, OR            | 107 667           | 106 940           | -0,7 %                | 21                   |
| Hermiston-Pendleton, OR | 87 062            | 88 056            | 1,1 %                 | 50                   |
| Klamath Falls, OR       | 66 380            | 65 910            | -0,7 %                | 116                  |
| Coos Bay, OR            | 63 043            | 62 282            | -1,2 %                | 133                  |
| Newport, OR             | 46 034            | 46 350            | 0,7 %                 | 244                  |
| Astoria, OR             | 37 039            | 37 244            | 0,6 %                 | 353                  |
| Ontario, OR-ID          | 31 313 (53 936)   | 30 479 (53 089)   | -2,7 % (-1,6 %)       | (185)                |
| La Grande, OR           | 25 748            | 25 652            | -0,4 %                | 467                  |
| The Dalles, OR          | 25 213            | 25 477            | 1,1 %                 | 469                  |
| Hood River, OR          | 22 346            | 22 675            | 1,5 %                 | 493                  |
| Brookings, OR           | 22 364            | 22 339            | -0,1 %                | 496                  |
| Prineville, OR          | 20 978            | 20 815            | -0,8 %                | 511                  |

En 2010, 97,4 % des Orégonais résidaient dans une zone à caractère urbain, dont 83,0 % dans une aire métropolitaine et 14,5 % dans une aire micropolitaine. L'aire métropolitaine de Portland-Vancouver-Hillsboro regroupait à elle seule 46,7 % de la population de l'État.

#### Aires métropolitaines combinées
Le Bureau de la gestion et du budget a également défini quatre aires métropolitaines combinées dans ou en partie dans l'État de l'Oregon.
| Zone urbaine                            | Population (2010)     | Population (2013)     | Variation (2010-2013) | Rang national (2013) |
| --------------------------------------- | --------------------- | --------------------- | --------------------- | -------------------- |
| Portland-Vancouver-Salem, OR-WA         | 2 382 569 (2 921 408) | 2 465 227 (3 022 178) | 3,5 % (3,5 %)         | (17)                 |
| Medford-Grants Pass, OR                 | 285 919               | 291 851               | 2,1 %                 | 111                  |
| Bend-Redmond-Prineville, OR             | 178 711               | 186 768               | 4,5 %                 | 139                  |
| Boise City-Mountain Home-Ontario, ID-OR | 31 313 (697 535)      | 30 479 (729 547)      | -2,7 % (4,5 %)        | (65)                 |

En 2010, l'aire métropolitaine combinée de Portland-Vancouver-Salem regroupait 62,2 % de la population de l'État.

### Municipalités

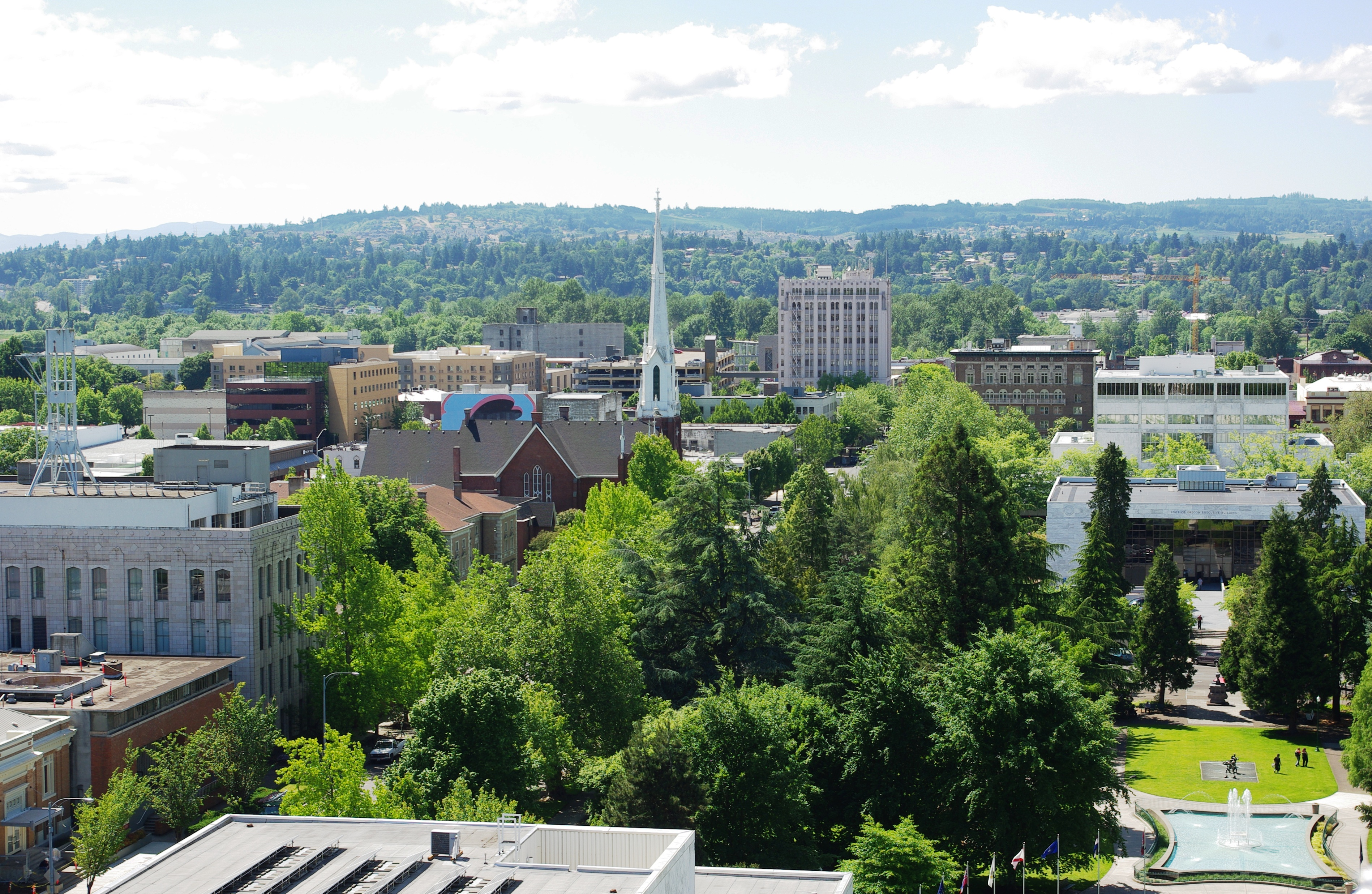
Salem, capitale de l'Oregon.

L'État de l'Oregon compte 241 municipalités, dont 17 de plus de 30 000 habitants.
| Rang | Municipalité | Comté      | Population (2010) | Population (2013) | Variation (2010-2013) |
| ---- | ------------ | ---------- | ----------------- | ----------------- | --------------------- |
| 1    | Portland     | Multnomah  | 583 776           | 609 456           | 4,4 %                 |
| 2    | Salem        | Marion     | 154 637           | 160 614           | 3,9 %                 |
| 3    | Eugene       | Lane       | 156 185           | 159 190           | 1,9 %                 |
| 4    | Gresham      | Multnomah  | 105 594           | 109 397           | 3,6 %                 |
| 5    | Hillsboro    | Washington | 91 611            | 97 368            | 6,3 %                 |
| 6    | Beaverton    | Washington | 89 803            | 93 542            | 4,2 %                 |
| 7    | Bend         | Deschutes  | 76 639            | 81 236            | 6,0 %                 |
| 8    | Medford      | Jackson    | 74 907            | 77 677            | 3,7 %                 |
| 9    | Springfield  | Lane       | 59 403            | 60 177            | 1,3 %                 |
| 10   | Corvallis    | Benton     | 54 462            | 55 298            | 1,5 %                 |
| 11   | Albany       | Linn       | 50 158            | 51 583            | 2,8 %                 |
| 12   | Tigard       | Washington | 48 035            | 50 444            | 5,0 %                 |
| 13   | Lake Oswego  | Clackamas  | 36 619            | 37 610            | 2,7 %                 |
| 14   | Keizer       | Marion     | 36 478            | 37 064            | 1,6 %                 |
| 15   | Grants Pass  | Josephine  | 34 533            | 35 076            | 1,6 %                 |
| 16   | Oregon City  | Clackamas  | 31 859            | 34 622            | 8,7 %                 |
| 17   | McMinnville  | Yamhill    | 32 187            | 33 131            | 2,9 %                 |

La municipalité de Portland était la 29e municipalité la plus peuplée des États-Unis en 2013.

## Démographie

### Population

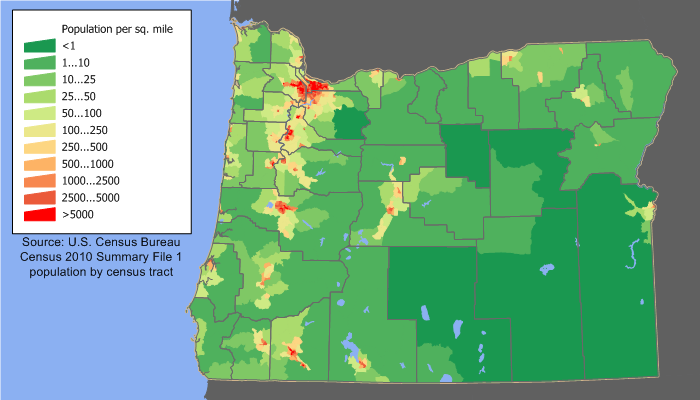
Densités de population en 2010 (en mille carré).

Le Bureau du recensement des États-Unis estime la population de l'Oregon à 4 217 737 habitants au 1er juillet 2019, soit une hausse de 10,09 % depuis le recensement des États-Unis de 2010 qui tablait la population à 3 831 074 habitants. Depuis 2010, l'État connaît la 23e croissance démographique la plus soutenue des États-Unis.
Avec 3 831 074 habitants en 2010, l'Oregon était le 27e État le plus peuplé des États-Unis. Sa population comptait pour 1,24 % de la population du pays. Le centre démographique de l'État était localisé dans le nord du comté de Linn.
Avec 15,41 hab./km2 en 2010, l'Oregon était le 39e État le plus dense des États-Unis.
Le taux d'urbains était de 81,0 % et celui de ruraux de 19,0 %.
En 2010, le taux de natalité s'élevait à 11,9 ‰ (11,6 ‰ en 2012) et le taux de mortalité à 8,3 ‰ (8,4 ‰ en 2012). L'indice de fécondité était de 1,79 enfant par femme (1,74 en 2012). Le taux de mortalité infantile s'élevait à 4,9 ‰ (5,3 ‰ en 2012). La population était composée de 22,62 % de personnes de moins de 18 ans, 9,36 % de personnes entre 18 et 24 ans, 26,72 % de personnes entre 25 et 44 ans, 27,37 % de personnes entre 45 et 64 ans et 13,93 % de personnes de 65 ans et plus. L'âge médian était de 38,4 ans.
Entre 2010 et 2013, l'accroissement de la population (+ 98 992) était le résultat d'une part d'un solde naturel positif (+ 41 212) avec un excédent des naissances (146 600) sur les décès (105 388), et d'autre part d'un solde migratoire positif (+ 56 636) avec un excédent des flux migratoires internationaux (+ 20 269) et un excédent des flux migratoires intérieurs (+ 36 367).
Selon des estimations de 2013, 89,0 % des Orégonais étaient nés dans un État fédéré, dont 46,2 % dans l'État de l'Oregon et 42,8 % dans un autre État (25,3 % dans l'Ouest, 8,6 % dans le Midwest, 5,2 % dans le Sud, 3,6 % dans le Nord-Est), 1,1 % étaient nés dans un territoire non incorporé ou à l'étranger avec au moins un parent américain et 10,0 % étaient nés à l'étranger de parents étrangers (46,4 % en Amérique latine, 28,5 % en Asie, 16,7 % en Europe, 3,6 % en Amérique du Nord, 3,1 % en Afrique, 1,7 % en Océanie). Parmi ces derniers, 39,7 % étaient naturalisés américain et 60,3 % étaient étrangers,.
Selon des estimations de 2012 effectuées par le Pew Hispanic Center, l'État comptait 120 000 immigrés illégaux, soit 3,1 % de la population.

### Composition ethno-raciale et origines ancestrales
Selon le recensement des États-Unis de 2010, la population était composée de 83,65 % de Blancs, 3,78 % de Métis, 3,69 % d'Asiatiques (0,81 % de Chinois, 0,68 % de Viêts), 1,81 % de Noirs, 1,39 % d'Amérindiens, 0,35 % d'Océaniens et 5,34 % de personnes n'entrant dans aucune de ces catégories.
Les Métis se décomposaient entre ceux revendiquant deux races (3,47 %), principalement blanche et amérindienne (1,16 %), blanche et asiatique (0,85 %), blanche et autre (0,53 %) et blanche et noire (0,50 %), et ceux revendiquant trois races ou plus (0,31 %).
Les non-hispaniques représentaient 88,25 % de la population avec 78,46 % de Blancs, 3,64 % d'Asiatiques, 2,87 % de Métis, 1,70 % de Noirs, 1,11 % d'Amérindiens, 0,33 % d'Océaniens et 0,14 % de personnes n'entrant dans aucune de ces catégories, tandis que les Hispaniques comptaient pour 11,75 % de la population, principalement des personnes originaires du Mexique (9,65 %).
En 2010, l'État de l'Oregon avait la 7e plus forte proportion d'Océaniens et la 10e plus forte proportion d'Amérindiens des États-Unis.
L'État comptait également le 7e plus grand nombre d'Océaniens (13 404) des États-Unis.
|                                         | 1940  | 1950  | 1960  | 1970  | 1980  | 1990  | 2000  | 2010  |
| --------------------------------------- | ----- | ----- | ----- | ----- | ----- | ----- | ----- | ----- |
| Blancs                                  | 98,72 | 98,41 | 97,93 | 97,16 | 94,59 | 92,77 | 86,56 | 83,65 |
| ———Non hispaniques                      |       |       |       |       | 93,27 | 90,76 | 83,52 | 78,46 |
| Asiatiques (et Océaniens jusqu'en 1990) | 0,62  | 0,43  | 0,52  | 0,72  | 1,32  | 2,44  | 2,96  | 3,69  |
| ———Non hispaniques                      |       |       |       |       |       |       | 2,93  | 3,64  |
| Noirs                                   | 0,24  | 0,76  | 1,03  | 1,26  | 1,41  | 1,62  | 1,63  | 1,81  |
| ———Non hispaniques                      |       |       |       |       |       | 1,58  | 1,56  | 1,70  |
| Amérindiens                             | 0,42  | 0,38  | 0,45  | 0,65  | 1,04  | 1,35  | 1,32  | 1,39  |
| ———Non hispaniques                      |       |       |       |       |       |       | 1,17  | 1,11  |
| Autres                                  |       | 0,02  | 0,07  | 0,21  | 1,64  | 1,82  | 7,53  | 9,46  |
| ———Non hispaniques                      |       |       |       |       |       |       | 2,77  | 3,34  |
| Hispaniques (toutes races confondues)   |       |       |       |       | 2,50  | 3,97  | 8,05  | 11,75 |

À l'instar des autres États du pays, l'Oregon connaît depuis la fin de la Seconde Guerre mondiale une baisse continue de la part de la population blanche non hispanique au sein de la population totale, marquée fortement depuis le début des années 1990 en raison notamment d'une immigration importante en provenance du Mexique et de l'Asie, d’un âge médian plus élevé (42,4 ans) que les autres populations (23,6 ans pour les Hispaniques), d'une plus forte natalité des populations hispanique, noire, amérindienne et asiatique et d'une augmentation substantielle des unions mixtes. En 2010, les Blancs non hispaniques ne représentaient plus que 63,2 % des enfants de moins de 5 ans (23,3 % pour les Hispaniques, 6,1 % pour les Métis, 3,4 % pour les Asiatiques, 2,1 % pour les Noirs, 1,1 % pour les Amérindiens) et 63,1 % des enfants de moins de 1 an (23,6 % pour les Hispaniques, 6,5 % pour les Métis, 3,0 % pour les Asiatiques, 2,1 % pour les Noirs et 1,0 % pour les Amérindiens).
En 2013, le Bureau du recensement des États-Unis estime la part des non hispaniques à 87,7 %, dont 77,3 % de Blancs, 3,8 % d'Asiatiques, 3,5 % de Métis et 1,7 % de Noirs, et celle des Hispaniques à 12,3 %.
En 2000, les Orégonais s'identifiaient principalement comme étant d'origine allemande (20,5 %), anglaise (13,2 %), irlandaise (11,9 %), américaine (6,4 %), mexicaine (6,3 %), norvégienne (4,3 %), française (3,7 %), italienne (3,3 %), écossaise (3,2 %) et suédoise (3,1 %).
L'État avait la 4e plus forte proportion de personnes d'origine basque (0,1 %), la 5e plus forte proportion de personnes d'origine néerlandaise (2,6 %), les 7e plus fortes proportions de personnes d'origine anglaise, écossaise et scot d'Ulster, la 8e plus forte proportion de personnes d'origine norvégienne ainsi que la 9e plus forte proportion de personnes d'origine portugaise.
L'État abrite la 21e communauté juive des États-Unis. Selon le North American Jewish Data Bank, l'État comptait 40 650 Juifs en 2013 (8 785 en 1971), soit 1,0 % de la population. Ils se concentraient essentiellement dans l'agglomération de Portland-Vancouver-Hillsboro (33 900). Ils constituaient une part significative de la population dans le comté de Multnomah (2,7 %).
Les Amérindiens s'identifiaient principalement comme étant Cherokees (7,6 %), Warm Springs (5,9 %), Amérindiens du Mexique (5,8 %), Grand Ronde (4,0 %), Siletz (3,9 %) et Klamaths (3,5 %).
Les Hispaniques étaient essentiellement originaires du Mexique (82,2 %). Composée à 44,2 % de Blancs, 7,8 % de Métis, 2,3 % d'Amérindiens, 0,9 % de Noirs, 0,4 % d'Asiatiques, 0,2 % d'Océaniens et 44,2 % de personnes n'entrant dans aucune de ces catégories, la population hispanique représentait 24,1 % des Métis, 19,7 % des Amérindiens, 6,2 % des Blancs, 6,1 % des Noirs, 5,3 % des Océaniens, 1,3 % des Asiatiques et 97,3 % des personnes n'entrant dans aucune de ces catégories.
L'État avait la 8e plus forte proportion de personnes originaires du Mexique (9,65 %).
Les Asiatiques s'identifiaient principalement comme étant Chinois (21,9 %), Viêts (18,5 %), Indiens (11,9 %), Philippins (11,2 %), Coréens (10,8 %), Japonais (8,6 %) et Laotiens (3,3 %).
L'État avait les 5e plus fortes proportions de Viêts (0,68 %) et de Japonais (0,32 %) ainsi que la 10e plus forte proportion de Laotiens (0,12 %).
L'État comptait également le 9e plus grand nombre de Japonais (12 085) ainsi que les 10e plus grands nombres de Laotiens (4 692) et de Hmongs (2 722).
Les Métis se décomposaient entre ceux revendiquant deux races (91,8 %), principalement blanche et amérindienne (30,8 %), blanche et asiatique (22,5 %), blanche et autre (14,0 %), blanche et noire (13,3 %) et blanche et océanienne (3,2 %), et ceux revendiquant trois races ou plus (8,2 %).

### Religions
| Religion                    | Oregon | États-Unis |
| --------------------------- | ------ | ---------- |
| Protestantisme évangélique  | 29     | 25,4       |
| Non-affiliés                | 18     | 15,8       |
| Protestantisme traditionnel | 13     | 14,7       |
| Catholicisme                | 12     | 20,8       |
| Agnosticisme                | 8      | 4,0        |
| Athéisme                    | 5      | 3,1        |
| Mormonisme                  | 4      | 6,5        |
| Judaïsme                    | 2      | 1,9        |
| Autres                      | 9      | 7,8        |

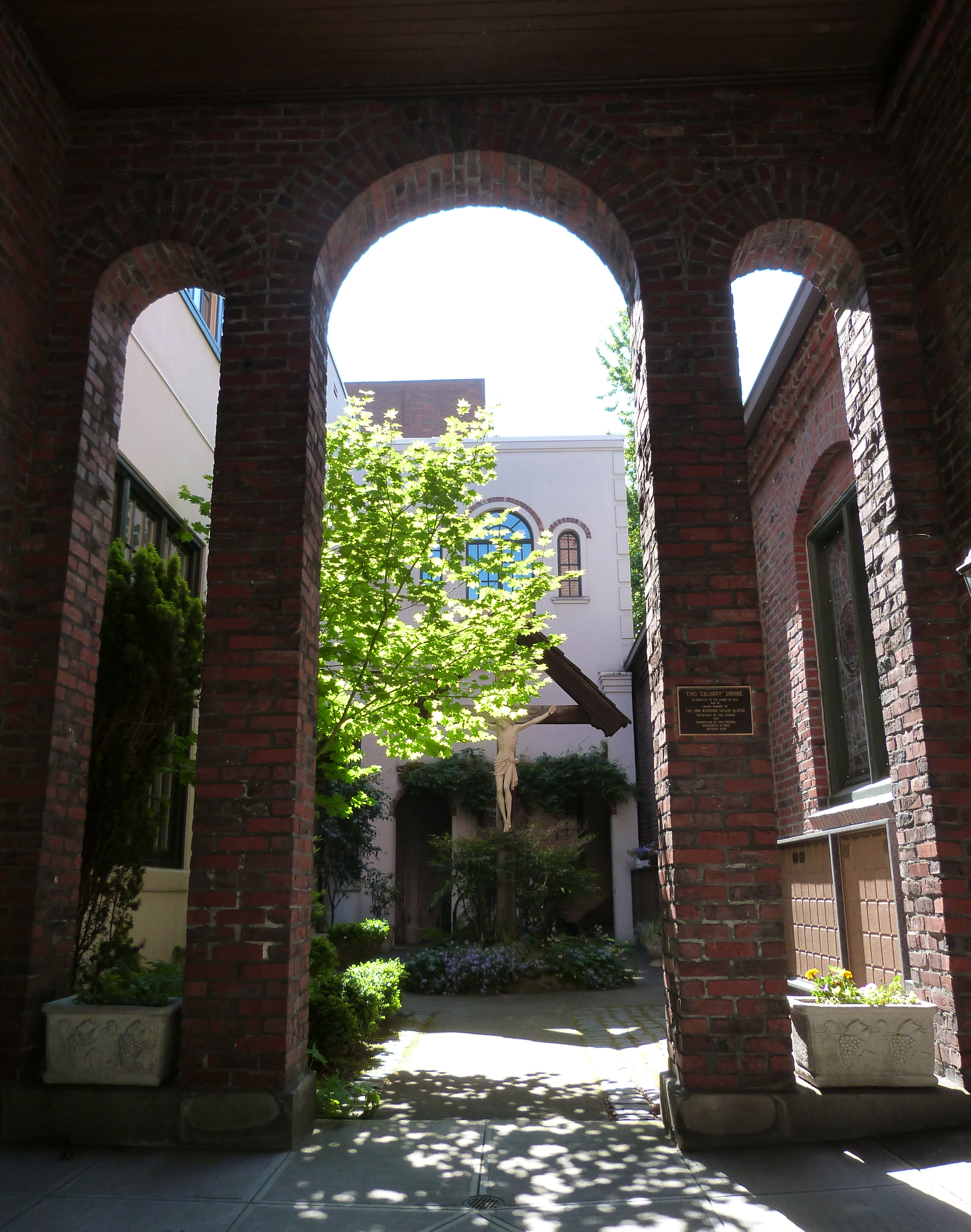
L'église anglicane St Marks située à Portland.

Selon l'United States Conference of Catholics Bishops (USCCB), les catholiques représentaient 11,8 % de la population en 2008.
Selon des estimations effectuées par le docteur en Géographie John R. Weeks de l'université d'État de San Diego, l'État comptait 0,5 % de Musulmans en 2000.

### Langues
L'Oregon n'a pas de langue officielle.
| Langue            | 1980    | 1990    | 2000    | 2010    |
| ----------------- | ------- | ------- | ------- | ------- |
| Anglais           | 94,65 % | 92,74 % | 87,89 % | 85,63 % |
| Espagnol          | 1,72 %  | 3,15 %  | 6,80 %  | 8,63 %  |
| Allemand          | 0,81 %  | 0,73 %  | 0,58 %  | 0,49 %  |
| Français          | 0,35 %  | 0,41 %  | 0,37 %  | 0,30 %  |
| Langues chinoises | 0,24 %  | 0,37 %  | 0,40 %  | 0,45 %  |
| Vietnamien        | 0,19 %  | 0,28 %  | 0,56 %  | 0,68 %  |
| Japonais          | 0,16 %  | 0,25 %  | 0,29 %  | 0,32 %  |
| Russe             | 0,12 %  | 0,20 %  | 0,51 %  | 0,61 %  |
| Tagalog           | —       | 0,13 %  | 0,19 %  | 0,22 %  |
| Coréen            | —       | 0,21 %  | 0,29 %  | 0,32 %  |
| Autres            | 1,76 %  | 1,53 %  | 2,11 %  | 2,35 %  |

## Réserves indiennes
Le Gouvernement fédéral a défini dix réserves indiennes dans ou en partie dans l'État de l'Oregon.
| Réserve indienne                                                               | Population (2010) | Superficie totale (km²) | Superficie terrestre (km²) | Superficie des eaux (km²) | Densité (hab./km²) | Amérindiens (2010) | Tribu(s) principale(s)              |
| ------------------------------------------------------------------------------ | ----------------- | ----------------------- | -------------------------- | ------------------------- | ------------------ | ------------------ | ----------------------------------- |
| Burns Paiute Indian Colony and Off-Reservation Trust Land, OR                  | 128               | 49,14                   | 49,07                      | 0,07                      | 2,6                | 116                |                                     |
| Coos, Lower Umpqua, and Siuslaw Reservation and Off-Reservation Trust Land, OR | 47                | 0,59                    | 0,58                       | 0,01                      | 81,0               | 19                 |                                     |
| Coquille Reservation, OR                                                       | 323               | 26,21                   | 26,11                      | 0,10                      | 12,4               | 140                |                                     |
| Cow Creek Reservation and Off-Reservation Trust Land, OR                       | 104               | 14,06                   | 14,06                      | 0                         | 7,4                | 41                 |                                     |
| Fort McDermitt Indian Reservation, NV-OR                                       | 0 (334)           | 140,88                  | 140,88                     | 0                         | 2,4                | 0 (313)            |                                     |
| Grand Ronde Community and Off-Reservation Trust Land, OR                       | 434               | 44,72                   | 44,72                      | 0                         | 9,7                | 257                |                                     |
| Klamath Reservation, OR                                                        | 26                | 1,29                    | 1,29                       | 0                         | 20,2               | 15                 |                                     |
| Siletz Reservation and Off-Reservation Trust Land, OR                          | 506               | 19,12                   | 19,12                      | 0                         | 26,5               | 347                |                                     |
| Umatilla Reservation, OR                                                       | 3 031             | 700,58                  | 700,58                     | 0                         | 4,3                | 1 419              | Umatillas (49,0 %), Yakamas (7,4 %) |
| Warm Springs Reservation and Off-Reservation Trust Land, OR                    | 4 012             | 2 649,65                | 2 638,95                   | 10,70                     | 1,5                | 3 569              | Warm Springs (68,4 %)               |

En 2010, 8 611 Orégonais résidaient dans une réserve indienne, soit 0,2 % de la population de l'État.

## Environnement

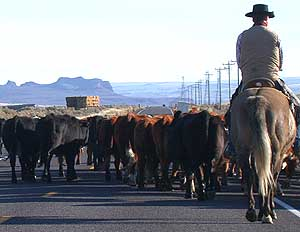
Cowboy dans l'Oregon.

L'Oregon abrite des paysages variés et de nombreuses espèces protégées, mais les polluants émis par l’agriculture, les villes et l’industrie contribuent sans doute au phénomène des zones mortes, récurrentes et marquées sur cette partie du littoral des États-Unis depuis la fin du XXe siècle. La ville de Portland a depuis 1990 développé un important programme de gestion alternative des eaux pluviales avec divers projets vitrines incluant l’aménagement de parkings et noues collectant épurant les eaux de ruissellement, ainsi que des « rues écologiques » dites Green Streets. Le premier projet, de mini linear wetland (« mini-zone humide linéaire ») ayant servi de vitrine a associé dix étangs paysagés collectant, filtrant, lagunage puis infiltrant vers la nappe les pluies tombant sur 700 places de parking.

## Politique
| Exécutif de l'État | Exécutif de l'État | Exécutif de l'État | Exécutif de l'État | Exécutif de l'État | Exécutif de l'État  | Exécutif de l'État | Exécutif de l'État | Exécutif de l'État     | Exécutif de l'État     | Législature d'État        | Législature d'État | Congrès                   | Congrès |
| Gouverneur         | Gouverneur         | Secrétaire d'État  | Secrétaire d'État  | Procureur général  | Procureur général   | Trésorier          | Trésorier          | Commissaire au Travail | Commissaire au Travail | Chambre des représentants | Sénat              | Chambre des représentants | Sénat   |
| ------------------ | ------------------ | ------------------ | ------------------ | ------------------ | ------------------- | ------------------ | ------------------ | ---------------------- | ---------------------- | ------------------------- | ------------------ | ------------------------- | ------- |
|                    | Kate Brown (D)     |                    | Beverly Clarno (R) |                    | Ellen Rosenblum (D) |                    | Tobias Read (D)    |                        | Brad Avakian (D)       | R : 22, D : 38            | R : 12, D : 18     | R : 1, D : 4              | D : 2   |

| Élection | Démocrates | Démocrates | Républicains | Républicains |
| Élection | %          | Voix       | %            | Voix         |
| -------- | ---------- | ---------- | ------------ | ------------ |
| 1952     | 38,9       | 270 579    | 60,5         | 420 815      |
| 1956     | 44,8       | 329 204    | 55,3         | 406 393      |
| 1960     | 47,3       | 367 402    | 52,6         | 408 060      |
| 1964     | 63,7       | 501 017    | 36,0         | 282 779      |
| 1968     | 43,8       | 358 866    | 49,8         | 408 433      |
| 1972     | 42,3       | 392 760    | 52,5         | 486 686      |
| 1976     | 47,6       | 490 407    | 47,8         | 492 120      |
| 1980     | 38,7       | 456 890    | 48,3         | 571 044      |
| 1984     | 43,7       | 536 479    | 55,9         | 685 700      |
| 1988     | 51,3       | 616 206    | 46,6         | 560 126      |
| 1992     | 42,5       | 621 314    | 32,5         | 475 757      |
| 1996     | 47,2       | 649 641    | 39,1         | 538 152      |
| 2000     | 47,0       | 720 342    | 46,5         | 713 577      |
| 2004     | 51,4       | 943 163    | 47,2         | 866 831      |
| 2008     | 56,8       | 1 037 291  | 40,4         | 738 475      |
| 2012     | 54,3       | 970 343    | 42,2         | 754 095      |
| 2016     | 50,1       | 1 002 106  | 39,1         | 782 403      |
| 2020     | 56,4       | 1 340 383  | 40,3         | 958 448      |
| 2024     | 55,3       | 1 240 600  | 41,0         | 919 480      |

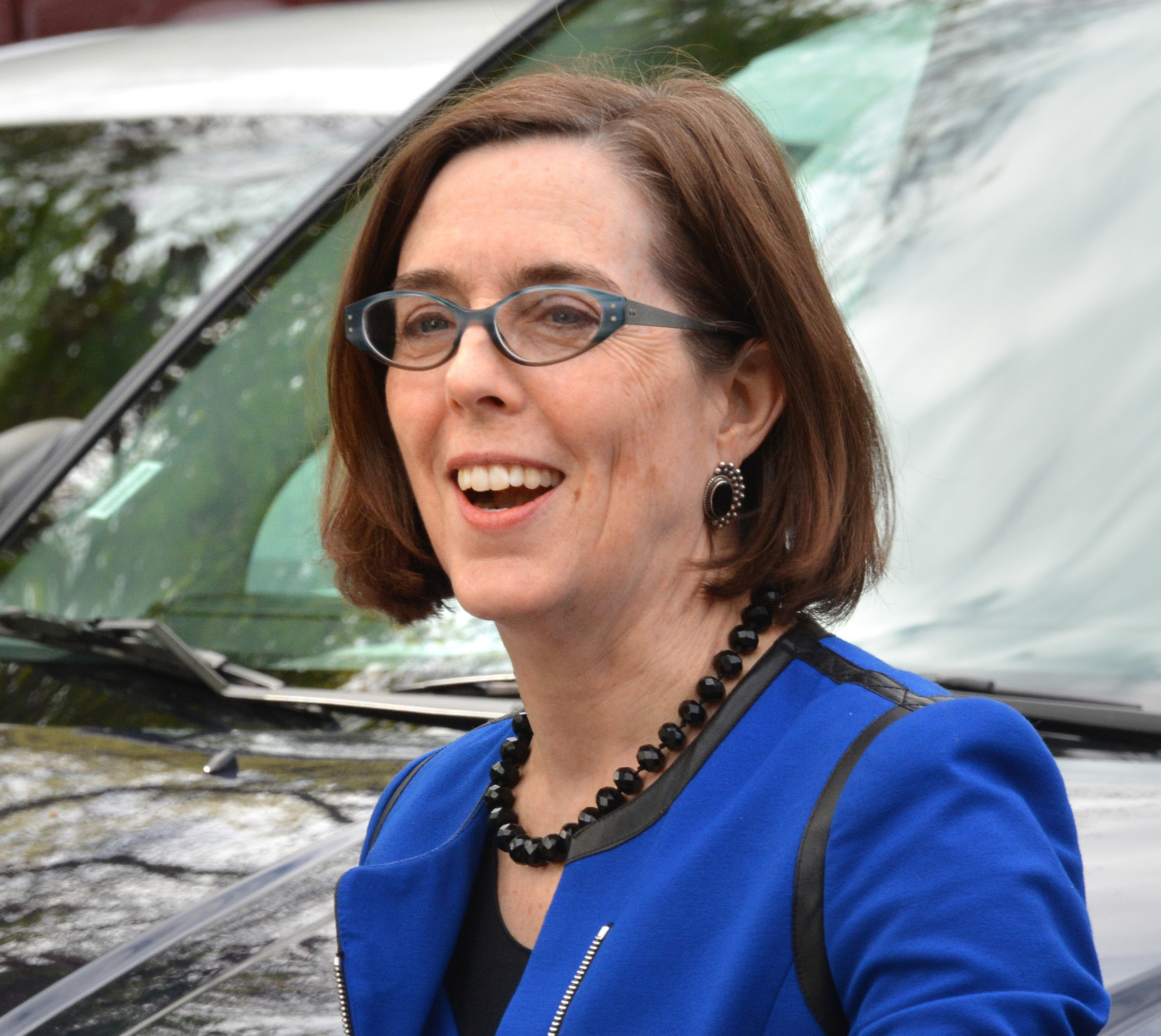
Kate Brown, gouverneure de l'Oregon de 2015 à 2023.

En 1902, pendant l’ère progressiste, grâce notamment aux efforts de son gouverneur, William Simon U'Ren (en), fondateur de la section locale de la « Ligue pour la législation directe », l’État adopte, lors d'un scrutin organisé par le pouvoir législatif, une réforme extrêmement populaire qui autorise le recours au référendum et l'initiative citoyenne. L'Oregon est le deuxième État, après le Dakota du Sud, à se doter d'un tel système que la moitié environ des autres États de l'Union ont ensuite adopté,. En 1904, l’Oregon devient le premier État à introduire, à travers deux lois, des dispositions législatives précédant la tenue d’un scrutin électoral, dont l’organisation d'élections primaires, bientôt adoptées par la moitié des États américains. En 1908, la constitution de l'Oregon est modifiée pour permettre la révocation des élus par un vote populaire.
L'Oregon est resté un État politiquement progressiste, bien que fortement partagé entre l'Est et le sud républicain et l'ouest et le nord-ouest démocrate. L'État penche néanmoins aujourd'hui vers les démocrates, majoritaires dans les comtés urbains de la côte ouest.
L'Oregon est entré dans l'Union avec une constitution qui, en 1858, interdisait l'installation de noirs sur son territoire. Cette disposition avait été prise pour que le nouvel État ne soit pas l'objet du conflit politique entre unionistes nordistes et sécessionnistes sudistes. Cette interdiction ne fut levée qu'en 1925 et ce n'est qu'en 2002 que les derniers termes racistes furent retirés de la constitution.
Depuis 1988, l'Oregon a continuellement voté pour les candidats démocrates à l'élection présidentielle. Si en novembre 2000, le candidat démocrate Al Gore ne l'emporte qu'avec 7 000 voix d'avance (soit 46,96 %) contre le candidat républicain George W. Bush (qui obtient 46,52 %), en novembre 2004 en revanche, le candidat démocrate John Kerry emporte plus largement les 7 grands électeurs de l'État en y obtenant 51,35 % des voix contre 47,19 % à George W. Bush et en novembre 2008, le démocrate Barack Obama s'impose plus franchement encore contre le républicain John McCain avec 56 % des suffrages contre 42,83 %. La tendance n'a pas changé en 2016 et face au président élu Donald Trump qui a récolté 39,1 % des voix en Oregon, la démocrate Hillary Clinton, élue en Oregon, a obtenu 50,1 % des voix.
Depuis le 9 janvier 2023, la gouverneure, élu pour quatre ans, est la démocrate Tina Kotek.
Tous les postes élus de l'exécutif sont détenus par des démocrates.
Depuis la réforme progressiste de 1902, les citoyens de l'Oregon ont la possibilité de faire approuver des propositions de lois et des amendements à la constitution par le biais de référendum d'initiative populaire. En novembre 2004, les électeurs de l'État rejetaient massivement par référendum toute légalisation du mariage homosexuel.
L'Oregon est également depuis 1981 un pionnier du vote par correspondance-courrier étendue progressivement à toutes les élections. En 2000, l'Oregon est le premier État où l'élection présidentielle s'est effectuée intégralement par correspondance.
Instituée en 2011 comme élément permanent du processus de votation de l’Oregon, la Citizens’ Initiative Review, composée de groupes diversifiés de 24 citoyens tirés au sort sur les listes électorales, délibère et rédige une déclaration d’une page dans laquelle figurent les différentes informations factuelles jugées importantes sur le futur référendum qui seront officiellement communiquées, sous la forme d’une brochure, à l’ensemble des électeurs : selon Katherine R. Knobloch, John Gastil (en) et Tyrone Reitman, avant la CIR, « aucune législation n’avait mis en place une innovation délibérative qui accorde autant de pouvoir politique à un échantillon aléatoire de la population ».

### Législature

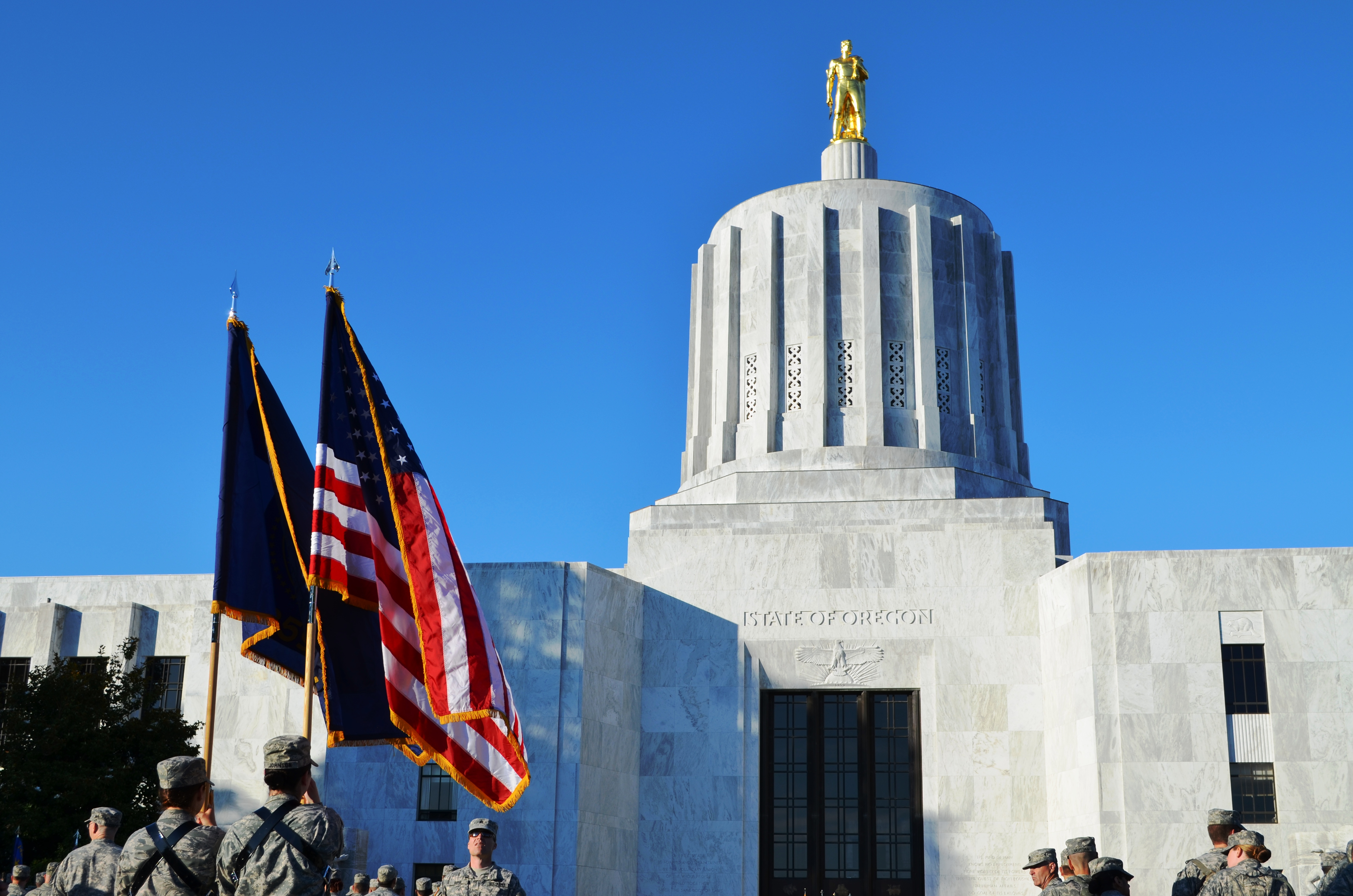
Le capitole de l'État de l'Oregon.

La législature de l'Oregon se compose d'un Sénat de 30 membres élus pour 4 ans et d'une Chambre des représentants de 60 membres élus pour 2 ans. Lors de la législature 2017-2019, la Chambre des représentants se partage entre 35 démocrates et 25 républicains alors que 17 démocrates dominent 13 républicains au Sénat.

### Représentation fédérale
Au niveau fédéral, les deux sénateurs de l'État au Congrès fédéral sont les démocrates Ron Wyden, depuis 1996, et Jeff Merkley, depuis 2009, et quatre des cinq représentants à la Chambre des représentants des États-Unis sont des démocrates.

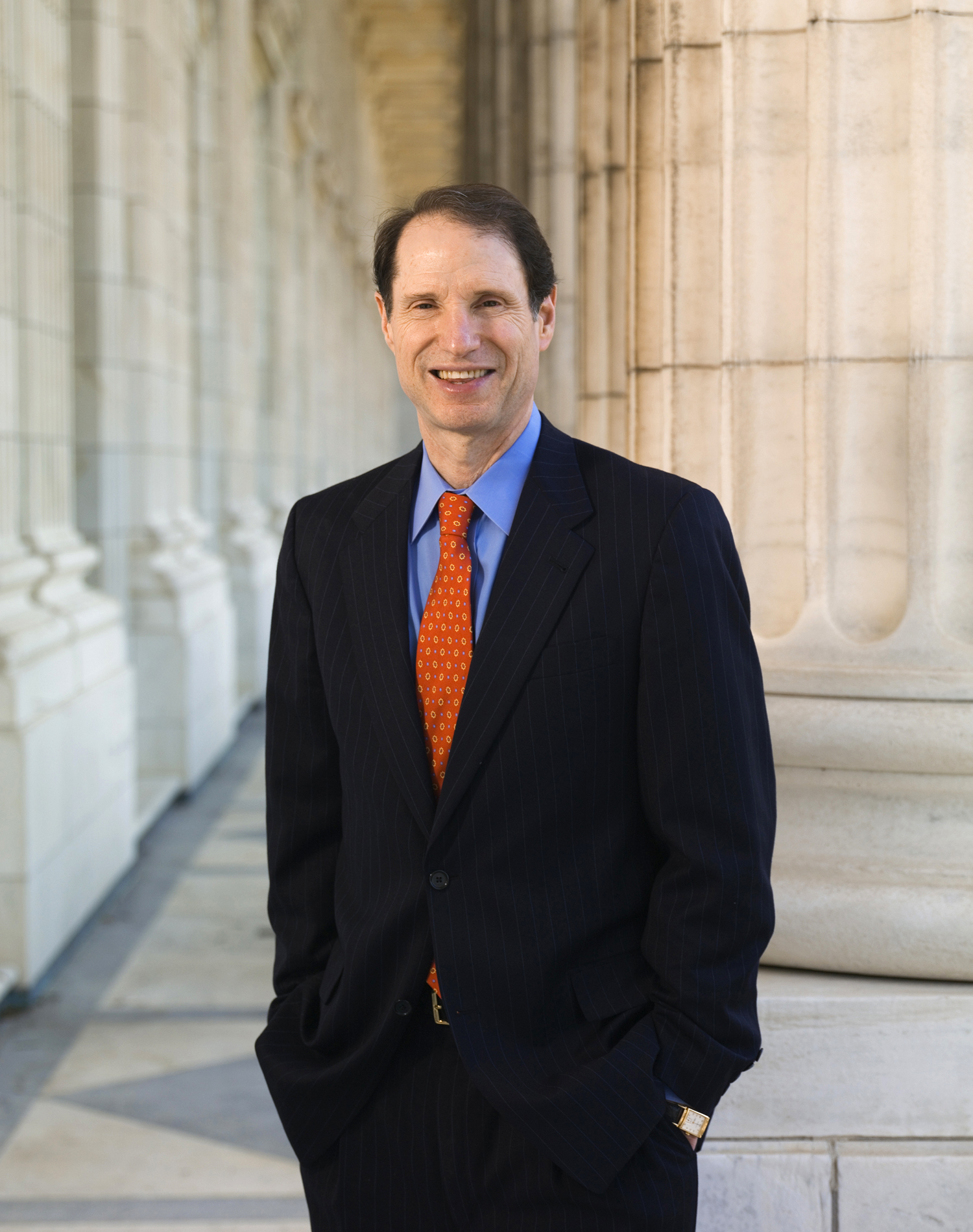
Le sénateur Ron Wyden
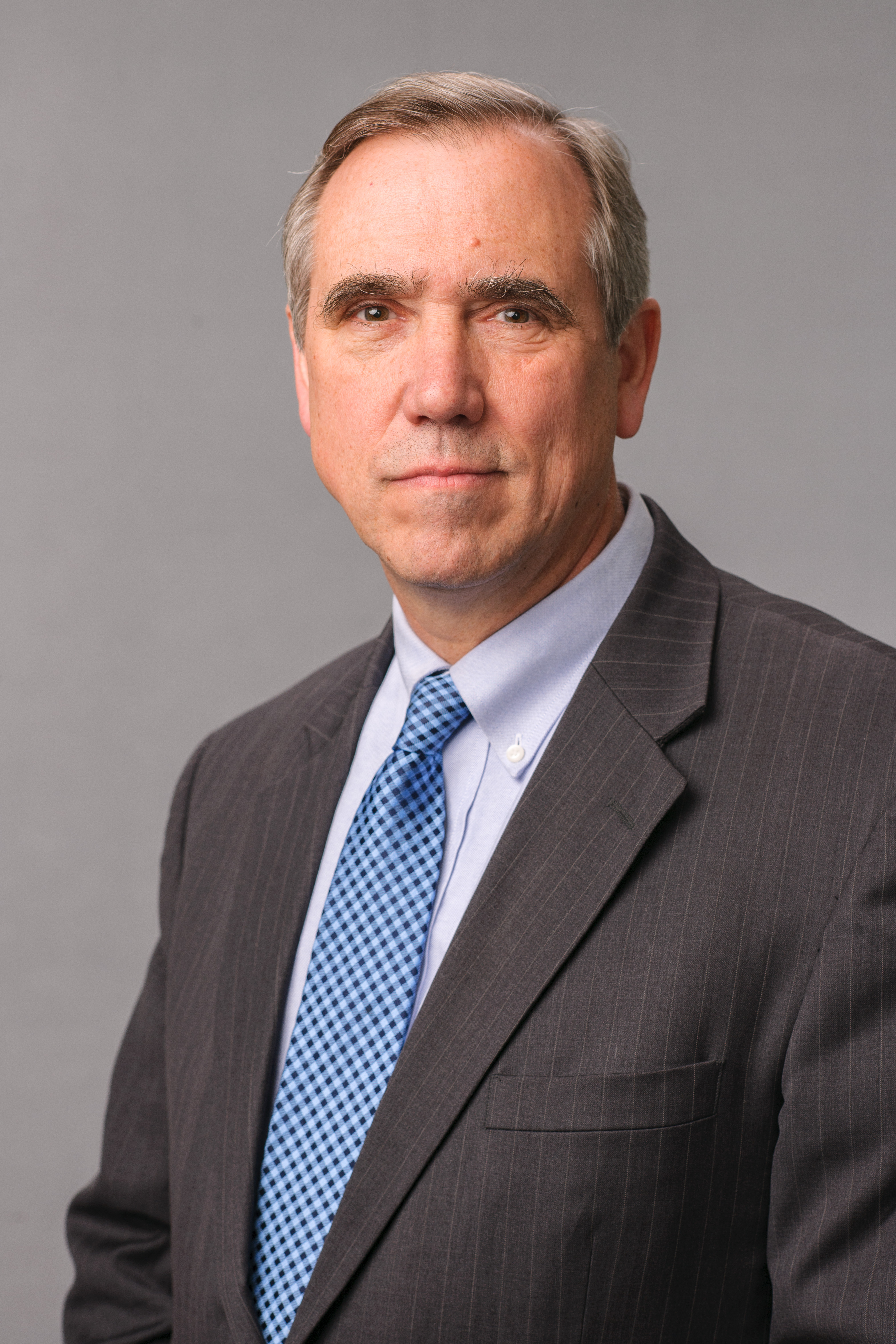
Le sénateur Jeff Merkley

## Économie

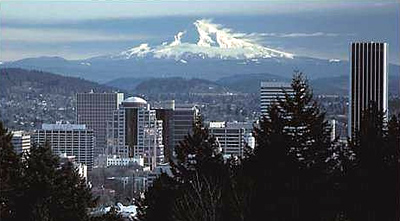
Portland.

L'Oregon est un État assez riche. Dans le secteur primaire, la région produit des céréales (blé, avoine, maïs…), des légumes, des fruits. L'élevage est dominé par les bovins (lait et viande) et les volailles. On y pratique l'ostréiculture et la pêche au saumon. L'exploitation forestière apporte des ressources non négligeables.
Le siège social de Nike se trouve à Beaverton.
La technopole de Silicon Forest à Portland.
Intel a ses plus gros centres à l'ouest de Portland, avec environ 19 500 employés début 2016.
La Chambre de commerce de l'Oregon pour sa part a pour principale mission d'appuyer et représenter le monde des affaires local d'Oregon en insistant sur les questions commerciales et en renforçant les chambres locales de l'État.
Le réseau électrique de l’État est réputé vétuste. Il connait des pannes massives lors de la vague de froid de février 2021.

## Culture

### Sport
- Trail Blazers de Portland (NBA)
- Beavers d'Oregon State (NCAA)
- Ducks de l'Oregon (NCAA)
- Winterhawks de Portland (WHL)
- Timbers de Portland (MLS)

### Universités
- Université de l'Oregon, Eugene (UO)
- Lewis & Clark College, Portland
- Université Willamette, Salem
- Oregon State University, Corvallis (OSU)
- Université d'État de Portland, Portland (PSU)
- Southern Oregon University, Ashland (Oregon)
- Eastern Oregon University (en), La Grande (Oregon) (EOU)
- Reed College, Portland
- Oregon Health & Science University (en), Portland (OHSU)